# Liste des attractions de Efteling

Le parc d'attractions néerlandais Efteling est un des plus importants d’Europe bien qu'il ne soit essentiellement connu qu'aux Pays-Bas, en Allemagne et en Belgique. Avec pour thèmes les contes et légendes, il est un des parcs les plus visités d'Europe et a reçu plus de cent millions de visiteurs depuis son ouverture.
Voici une liste chronologique des attractions de Efteling
Les attractions en italiques sont fermées.

## Années 1950
- Grande plaine de jeux (Grote Speeltuin – 1951 à 1989 – Le Royaume de la magie)
- Bois des Contes (Sprookjesbos – 1952 – Le Royaume de la magie) : c'est le berceau d’Efteling ; il occupe près de six hectares et ne cesse de s’enrichir de nouveaux éléments tout en conservant l’esprit artistique d’Anton Pieck. Une trentaine de contes y sont illustrés.
- Pataugeoire (Kleuterbad – 1952 à 2003 – Le Royaume de la magie)
- Terrains de tennis (Tennisbanen – 1952 à 1984 – Le Royaume de l’étrange)
- Étang de canotage (Roeivijver – 1953  à 2005 – Le Royaume de l’étrange) : une grande pièce d’eau propice à la navigation à rame.
- Piscine en plein air (Openlucht zwembad – 1953 à 1989 – Le Royaume déchaîné)
- Étang de kayaks (Kanovijver – 1953 à 2005 – Le Royaume déchaîné)
- Chemin de fer des enfants (Kinderspoor – 1954 – Le Royaume déchaîné) : c’est l’ancien Traptreintjes, qui déménage en 2000 ; de petites locomotives à pédales évoluent dans une Hollande miniature. (Une piste de ski de fond prend sa place durant l’hiver).
- Carrousels Anton Pieckplein (1954 et 2003 – Le Royaume de la magie) : différents types de carrousels situés sur une place nostalgique où l'on trouve aussi des points de restauration et des représentations de contes.
- Manège de poneys (Ponymanege – 1955 à 1970)
- Stoomcarrousel (1956 – Le Royaume de la magie) : cet authentique carrousel datant de 1895 doté d'un orgue Gavioli original, d'une locomotive à vapeur et de sculptures réalisées par l'artiste flamand De Vos, est sis dans le Palais du Carrousel (Carrouselpaleis), du plus pur style 1900 ; Anton Pieck y serait monté dessus étant enfant.

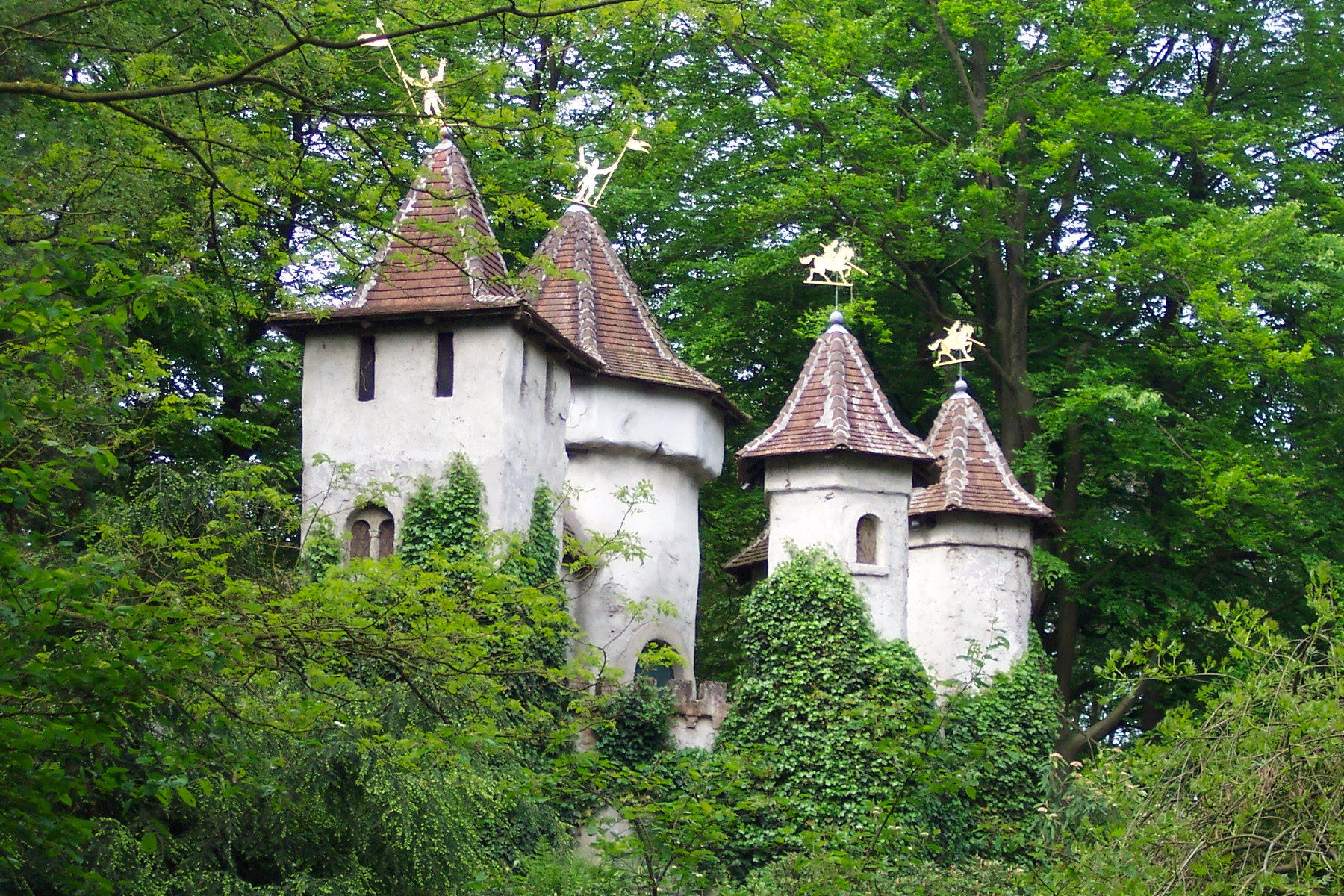
Le château de la Belle au bois dormant
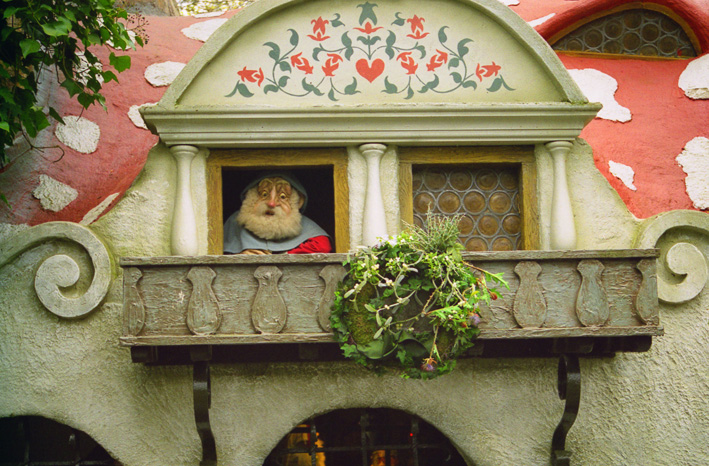
Bois des Contes
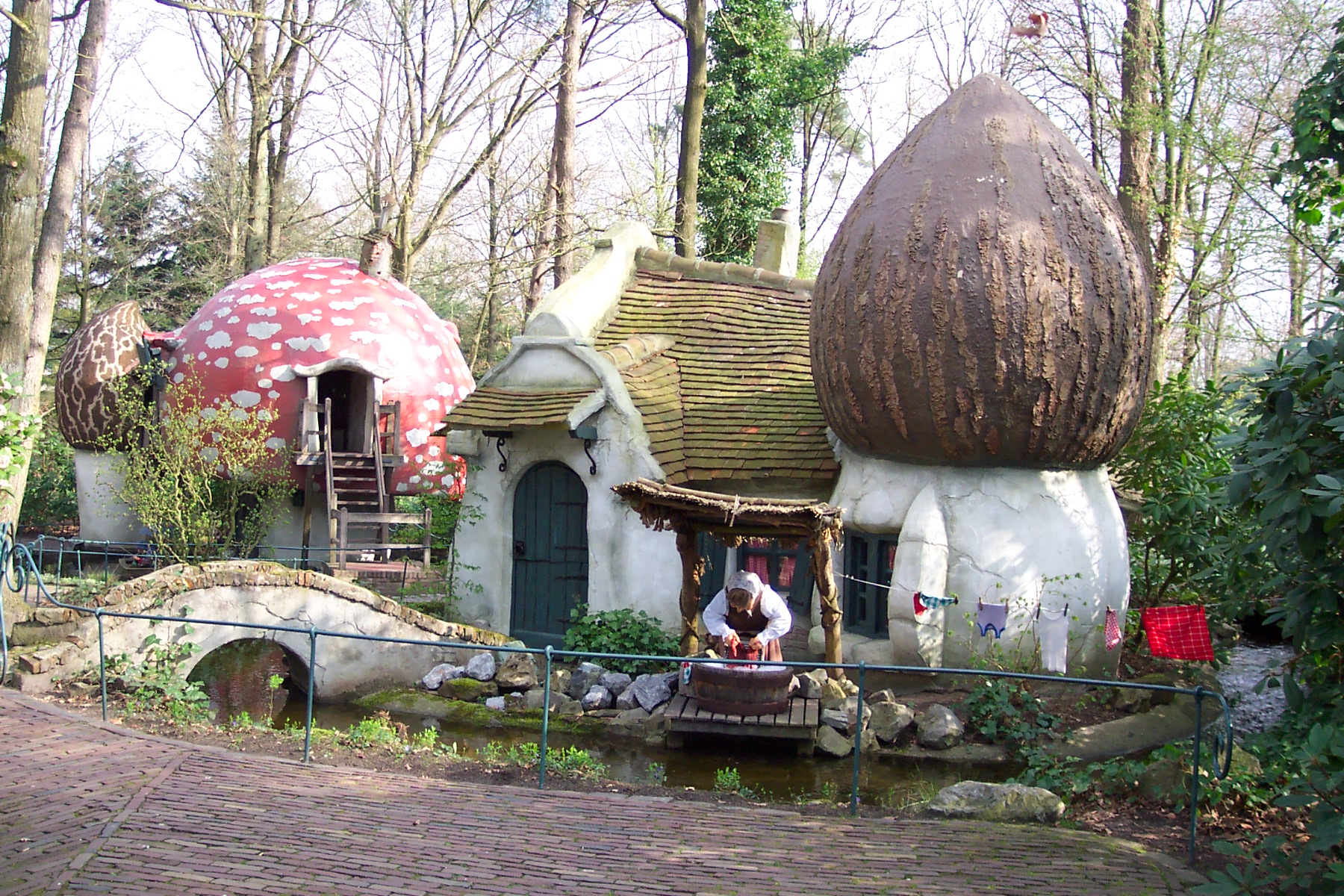
Le village des lutins
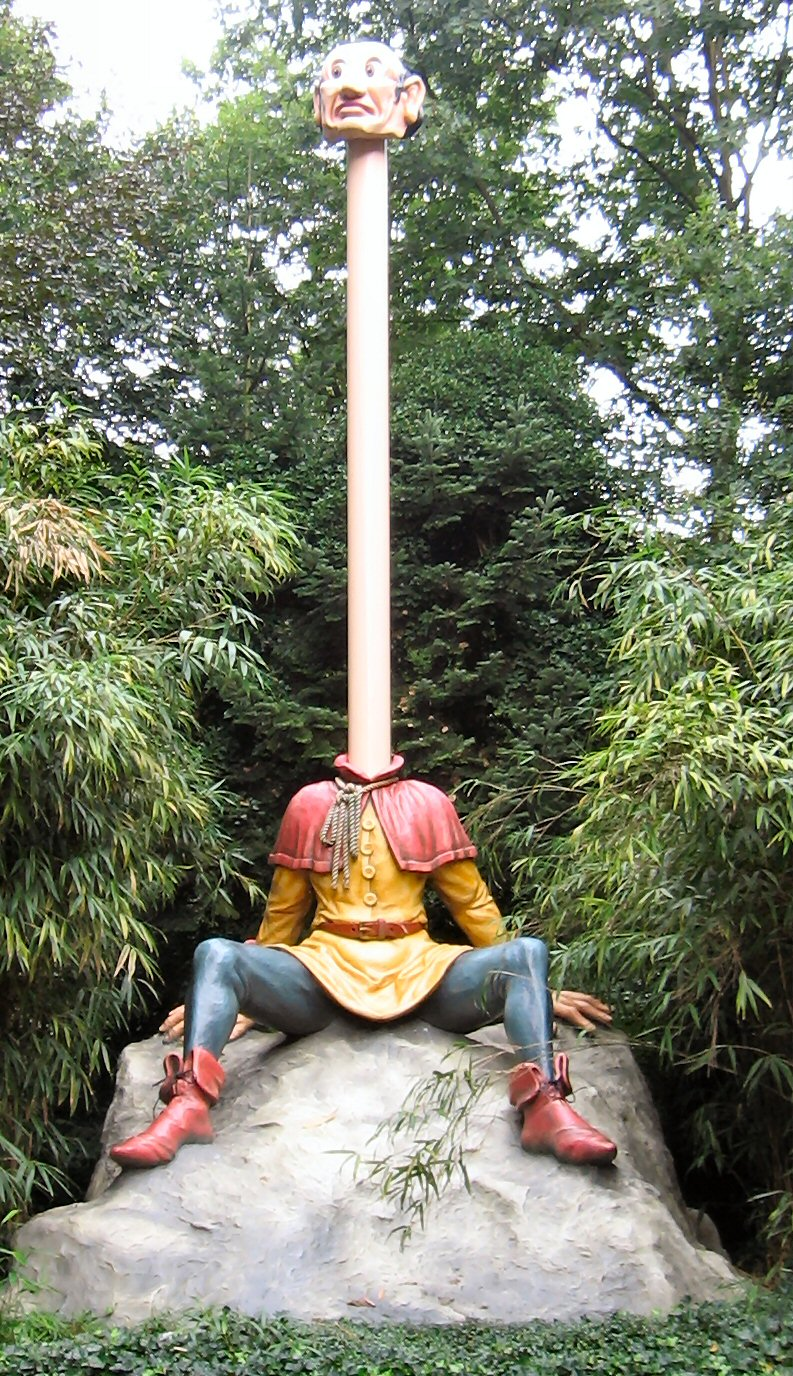
Le long-cou
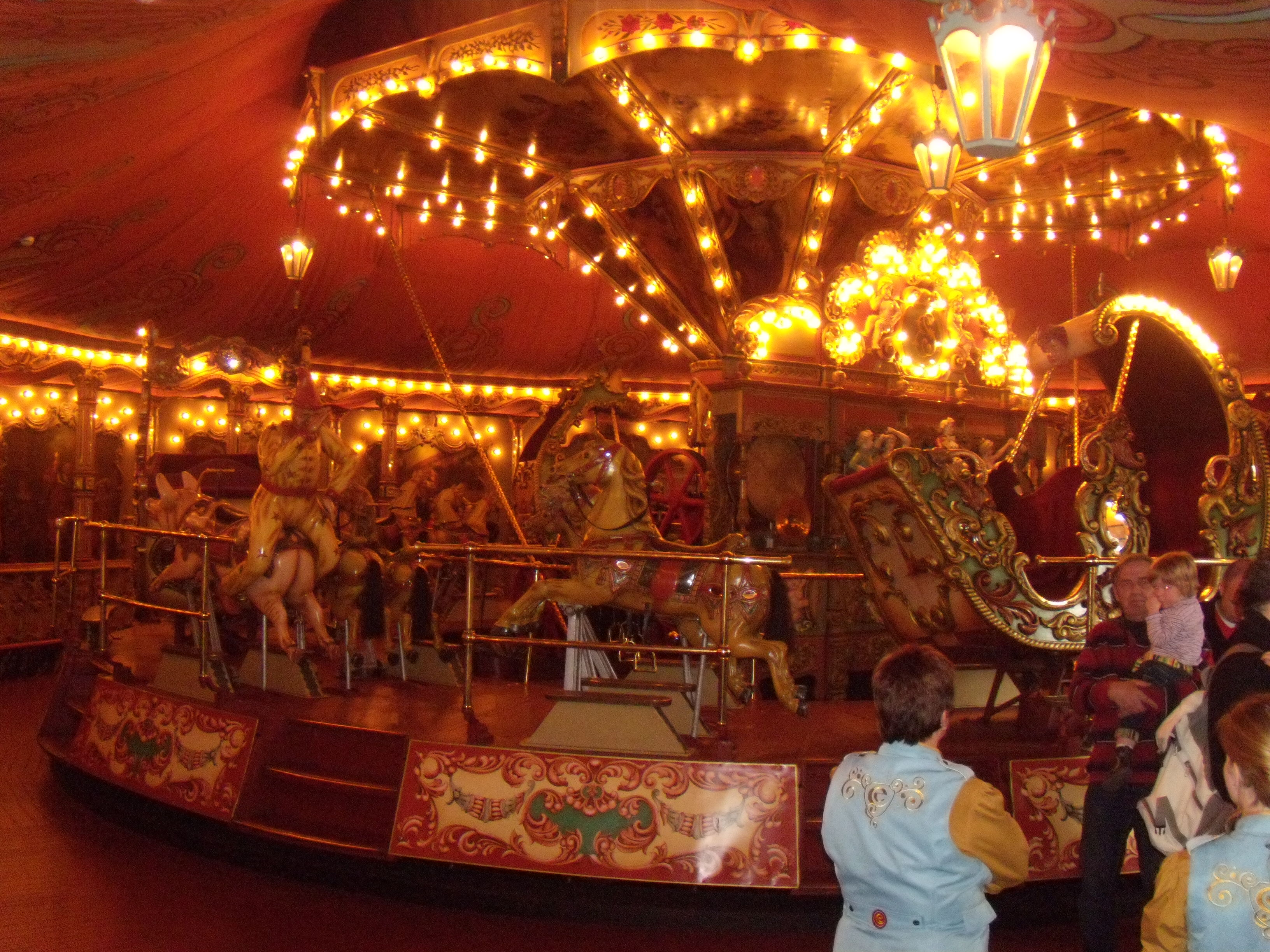
Stoomcarrousel
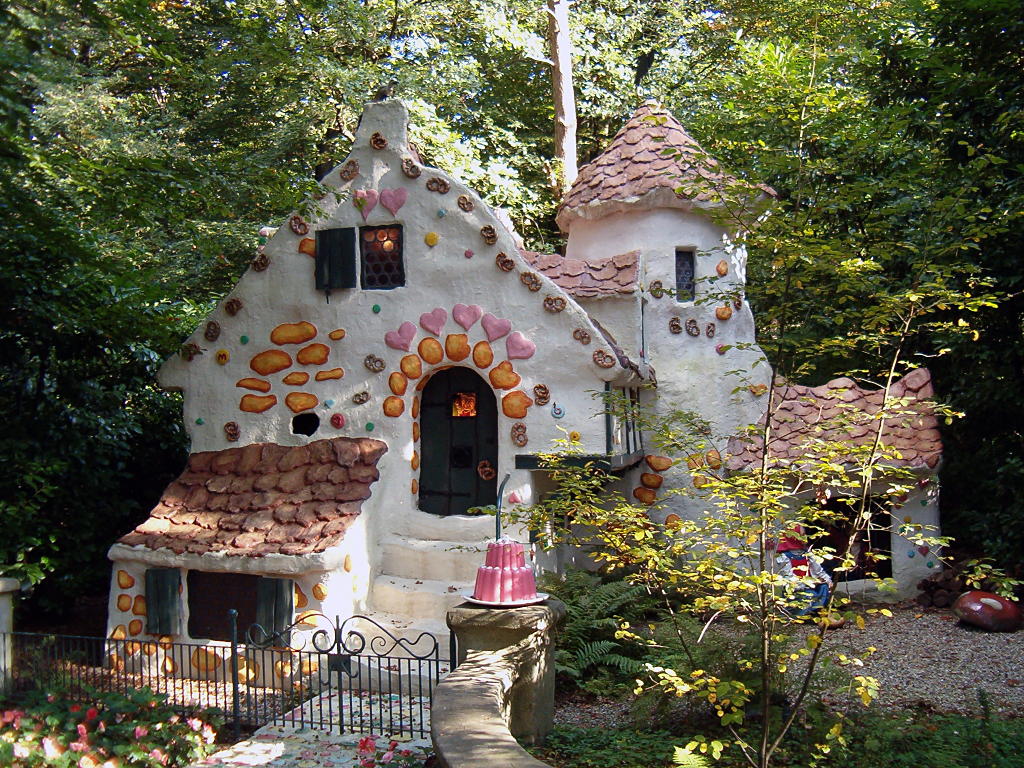
Hansel et Gretel

## Années 1960
- Orgue hydraulique (Waterorgel – 1966 à 2010 – Le Royaume de la magie) : jeux d’eau animés et colorés sur fond musical.
- Train à vapeur (Stoomtrein – 1968 – Le Royaume de la magie) : une façon reposante de visiter le parc, en longeant notamment le Palais du carrousel, le Python ainsi que Georges et le Dragon. La gare du Royaume de la magie existe depuis 1974, tout comme la place Saint-Nicolas juste en face. La gare des contes voisine existe depuis 1999, celle-ci est exclusivement fréquentée par les personnages des contes.

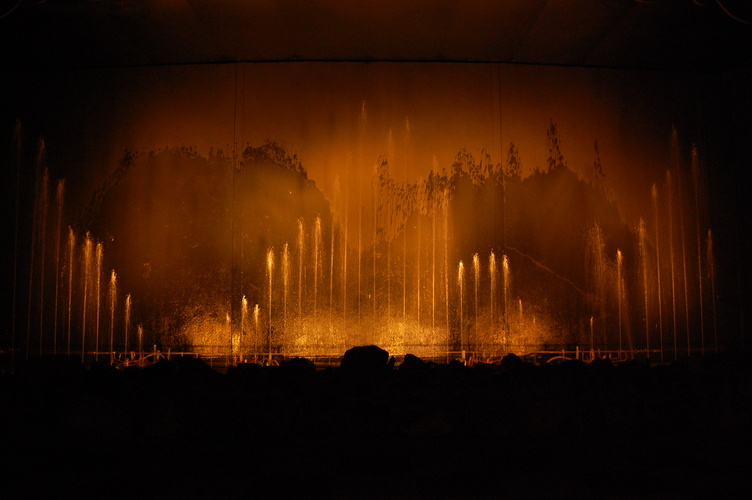
Orgue hydraulique
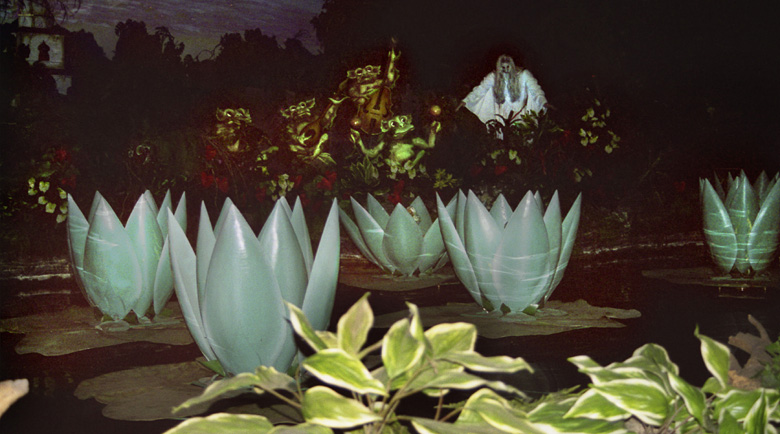
Les nénuphars indiens
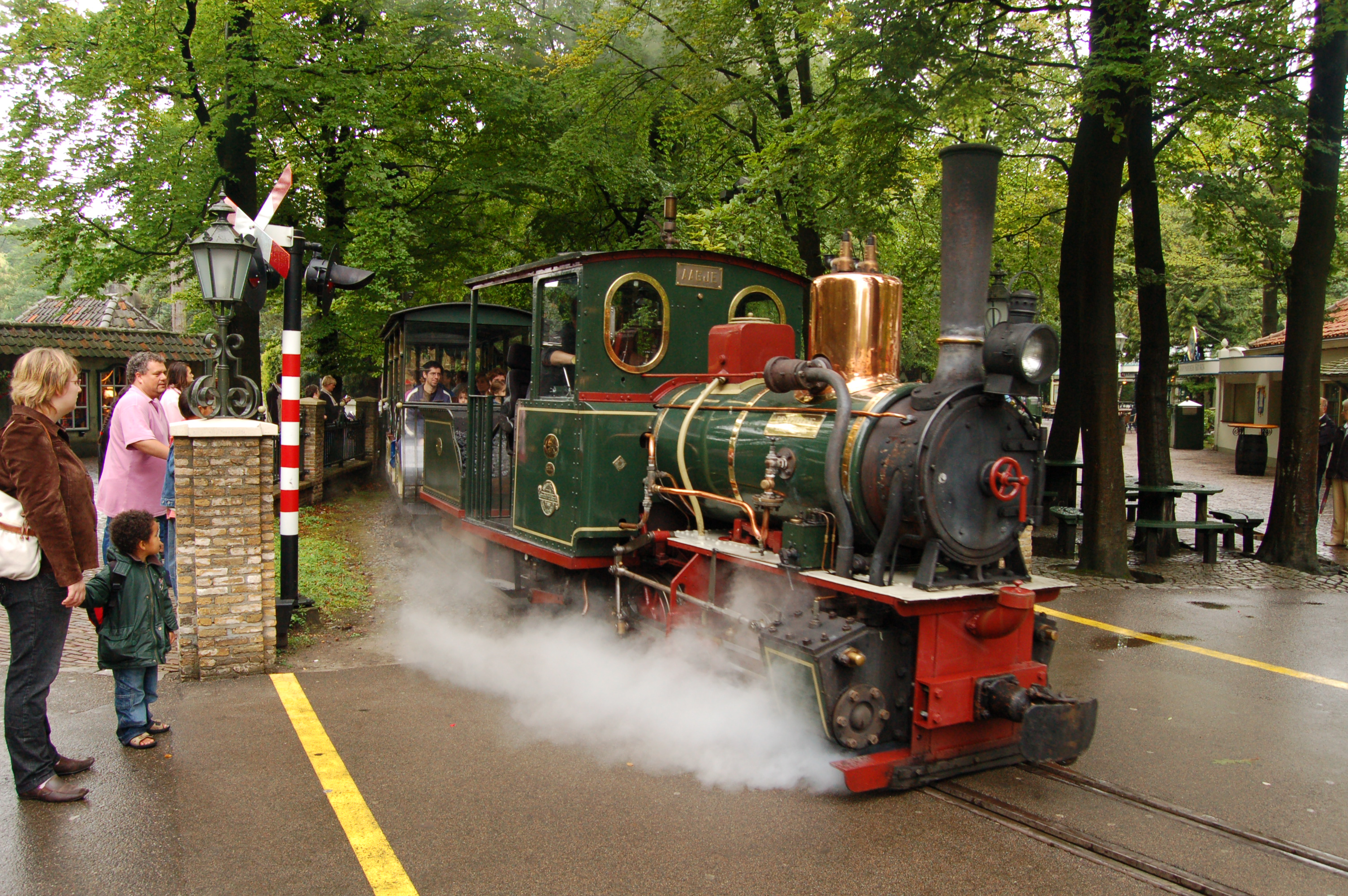
Le Train à vapeur (Stoomtrein)
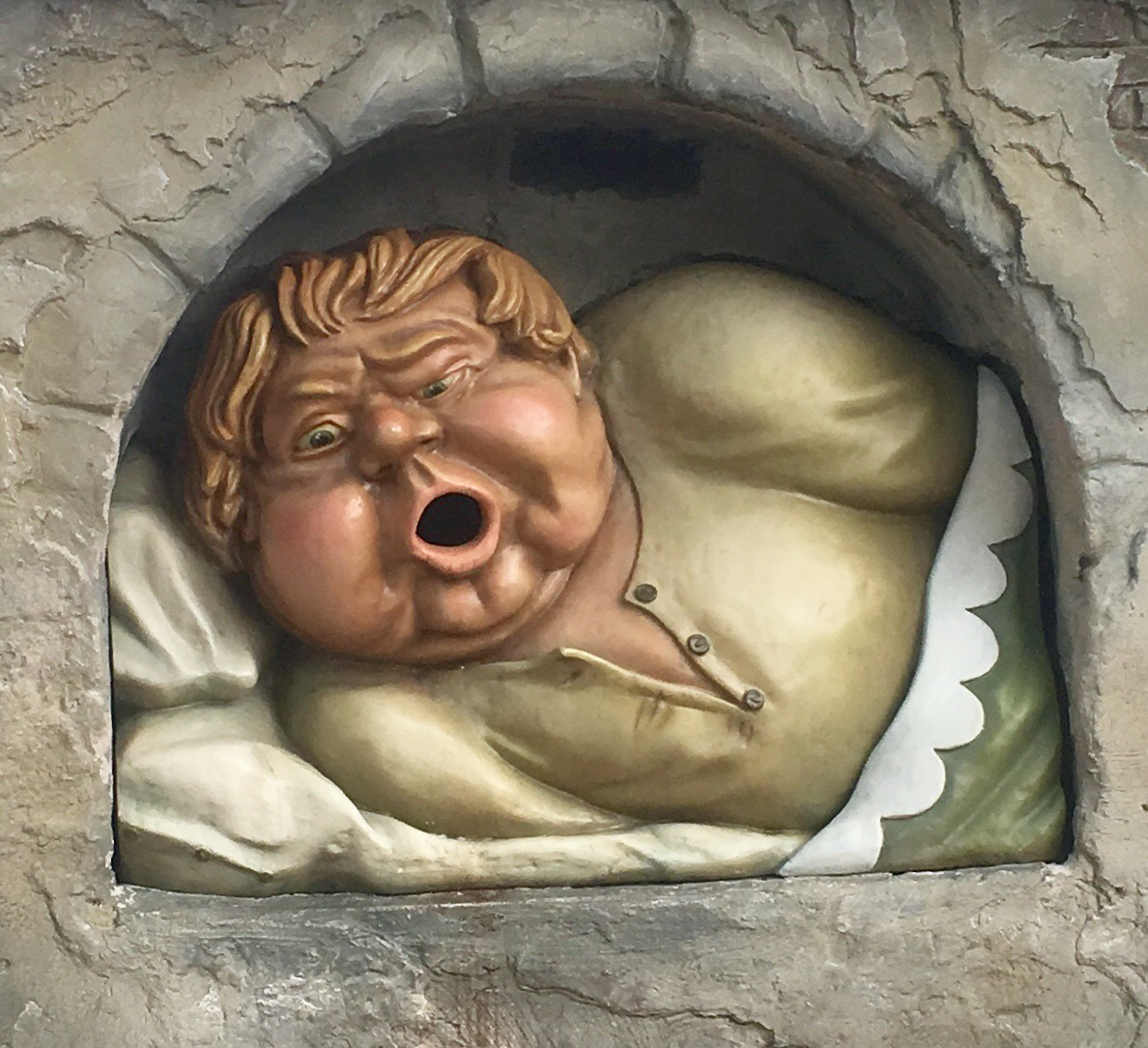
Geeuwende Gijs

## Années 1970
- Diorama (1971 – Le Royaume de la magie) : un monde miniature fait de paysages improbables ponctués de châteaux hirsutes, tout droit sortis de l’imaginaire d’Anton Pieck.
- Théâtre victorien (Victoriaans Theater – 1972 – Le Royaume de la magie) : situé dans le Palais du carrousel, sa fonction a évolué au fil du temps ; il est devenu un lieu d'exposition ou site événementiel pour entreprises et fêtes de famille.
- Spookslot (1978 – Le Royaume de l’étrange) : Walking dark ride à l’atmosphère pesante. Aux douze coups de minuit, fantômes, squelettes et autres zombis investissent un décor de ruines gothiques.

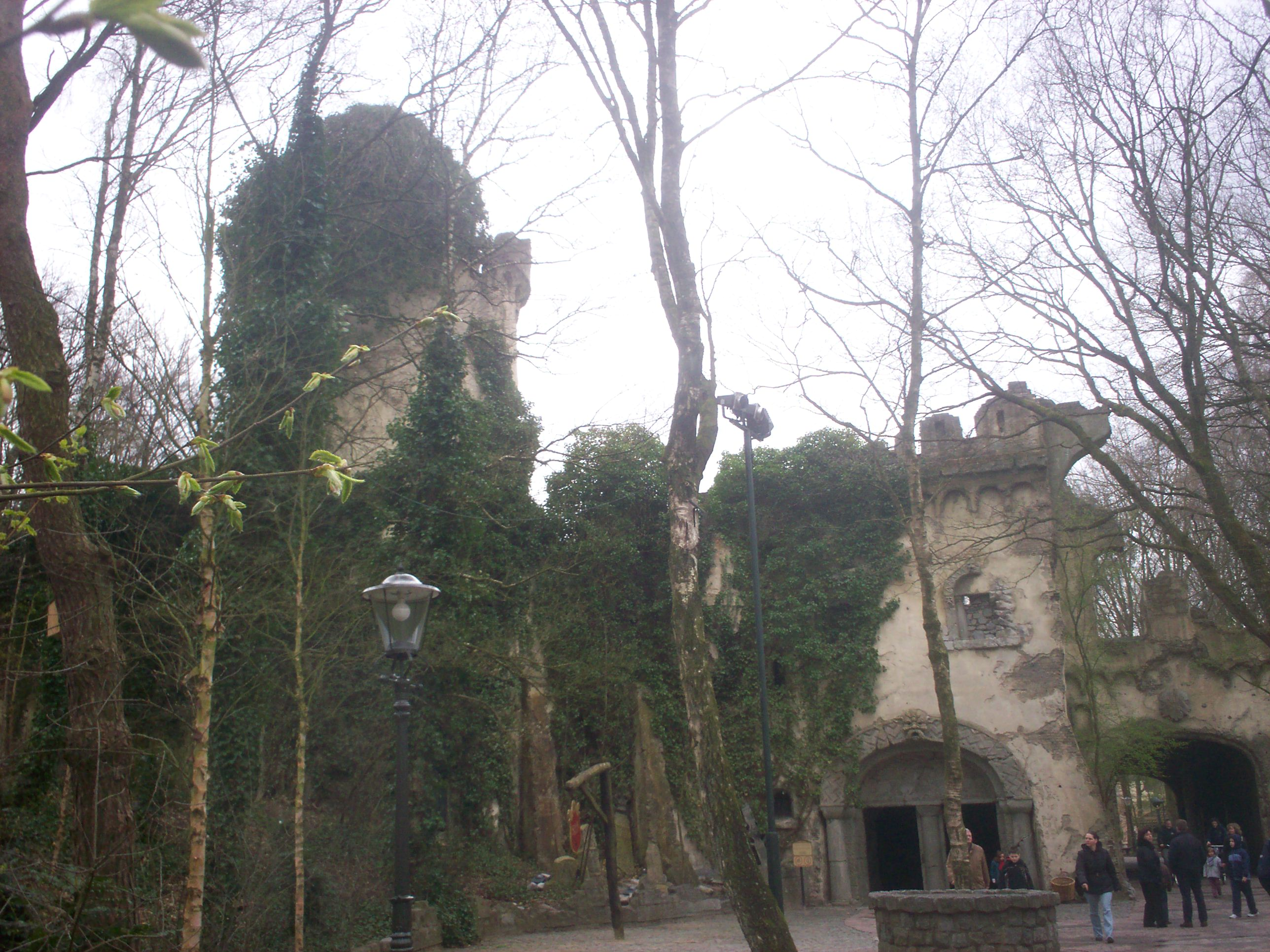
Le château hanté
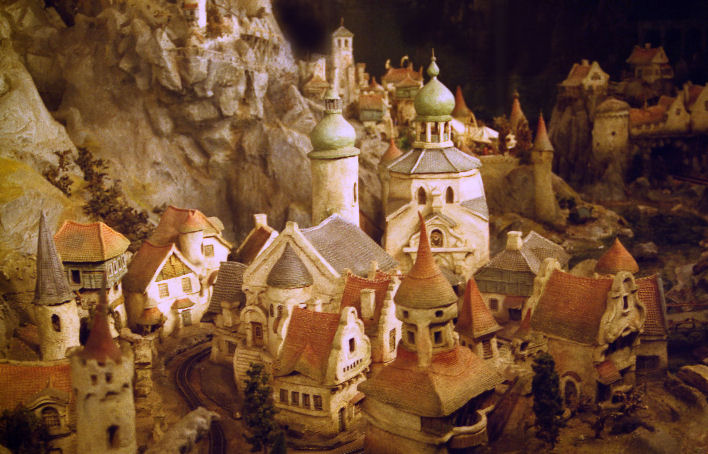
Diorama
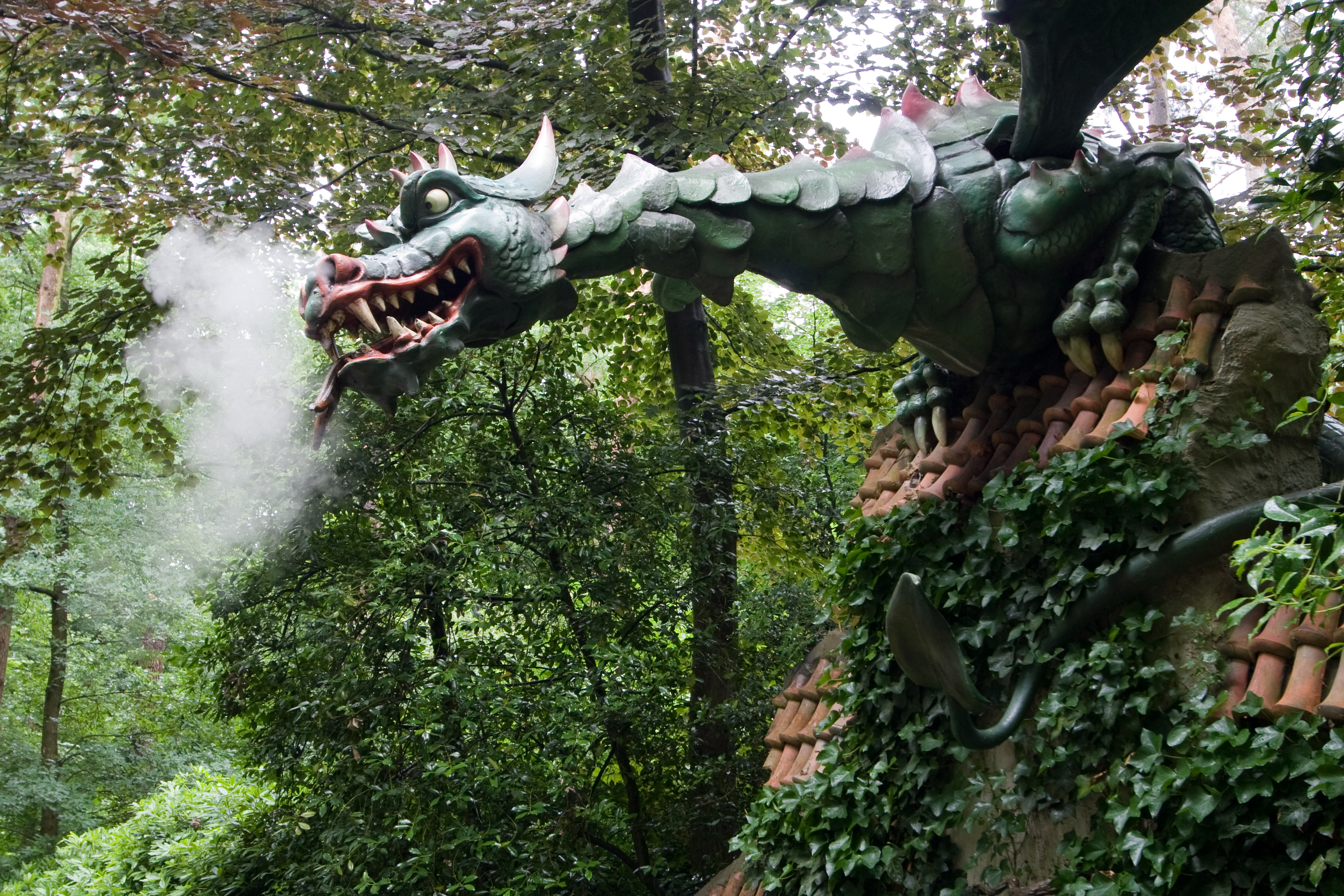
Le dragon susceptible
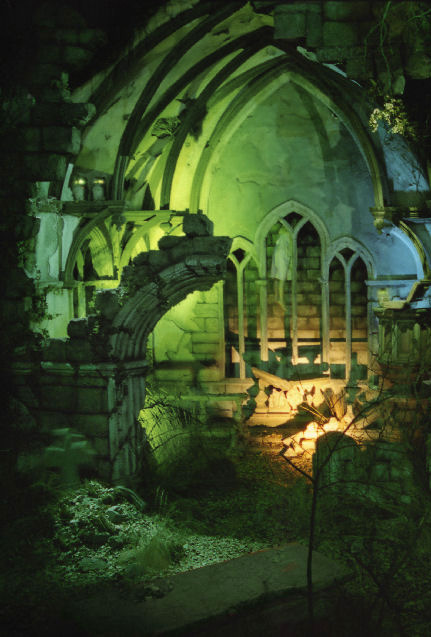
Spookslot

## Années 1980
- Bateaux télécommandés (Radiografisch bestuurbare bootjes – 1980 à 2006 – Le Royaume déchaîné)
- Gondoletta (1981 – Le Royaume de l’aventure) : promenade dans une embarcation couverte, sur un grand étang bordé de végétation.
- Python (1981 – Le Royaume déchaîné) : un parcours de montagnes russes avec quatre inversions (deux boucles et deux vrilles) ; les plus grandes d'Europe à leur inauguration.  Fermé durant le Winter Efteling hivernal.
- Game Gallery (1981 – Le Royaume déchaîné) : nombreuses baraques de jeux couvertes dans l’esprit des fêtes foraines.
- Demi-lune (Halve Maen – 1982 – Le Royaume déchaîné) : ce grand galion-balançoire, copie d'un authentique bateau de la Compagnie néerlandaise des Indes orientales, procure des sensations fortes. Dans le livre Guinness des records, est référencé comme plus grand galion-balançoire au monde[1]. (durant l’hiver, ouvre par une température supérieure à 0°).
- Piraña (1983 – Le Royaume de l’étrange) : tout premier River Rapids Ride d'Europe[2]. Un parcours de bouées au fil des eaux impétueuses d’un fleuve précolombien.  Fermé durant le Winter Efteling hivernal.
- Carnaval Festival (1984 – Le Royaume de l’aventure) : amusant tour du monde des pays en fête, scénarisé en parcours scénique par l’auteur de films d’animation Joop Geesink (nl).
- Polka Marina (1984 à 2020 – Le Royaume déchaîné) : un manège, sorte de carrousel avec des bateaux, type Music Express.
- Société des trains à vapeur d'Efteling (Efteling Stoomtrein Maatschappij – 1984 – Le Royaume déchaîné). Le parcours en train forme une boucle et une gare sort de terre dans le Royaume déchaîné. En 2009, une nouvelle gare remplace l'ancienne. D'un style colonial nostalgique, la gare de l'Est et ses 2 500 m2 accueillent les 500 places de quatre restaurants et snacks.
- Vieux teuf-teuf (D’Oude Tuffer – 1984 – Le Royaume déchaîné) : une balade à bord d'antiques voitures[3] (durant l’hiver, ouvre par une température supérieure à 0°).
- Circuit de bob (Bobbaan – 1985 à 2019 – Le Royaume de l’étrange) : le premier parcours de bobsleigh dans un parc d'attractions construit en Europe, dans une atmosphère alpine. Ce modèle est unique en son genre en Europe.
- Fata Morgana (1986 – Le Royaume de l’étrange) : la visite de la cité interdite se fait au cours d’un water dark ride orientalisant, inspiré des Mille et Une Nuits.
- Pagode (1987 – Le Royaume de l’aventure) : tel une soucoupe volante, le temple thaïlandais s’élève lentement à 45 m de hauteur et offre une vue panoramique à 360° sur le parc.
- Sirocco (1988 – Le Royaume de l’aventure) : manège du type « tasses à café » où les visiteurs sont installés dans les bateaux marchands de Sindbad le Marin. Nommé précédemment Monsieur Cannibale de 1988 à 2021.
- Grande scène théâtrale (Hoofdpodium Theater – 1989 à 2002 – Le Royaume déchaîné).

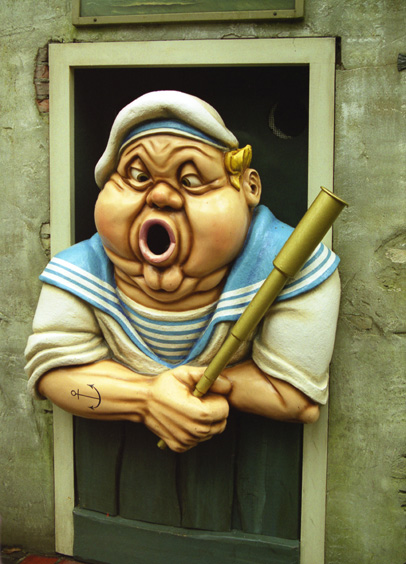
Un Holle Bolle Gijs en costume de marin
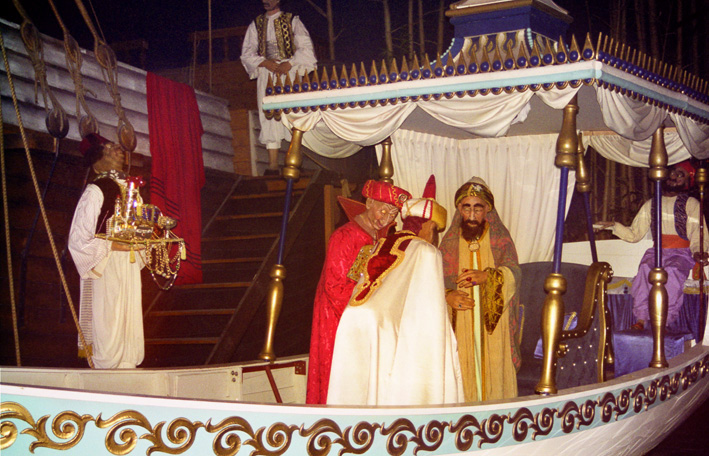
Fata Morgana
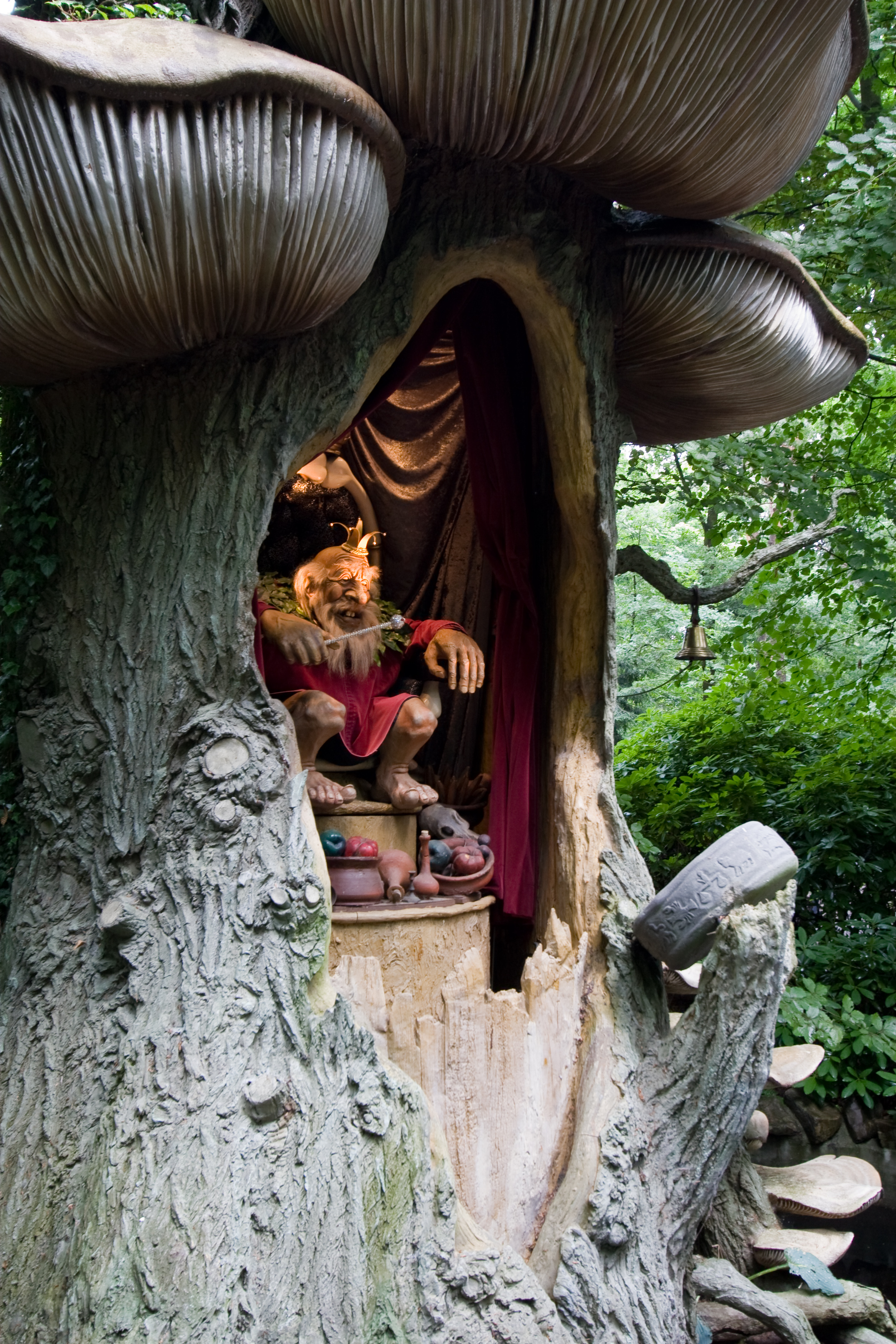
Roi des trolls
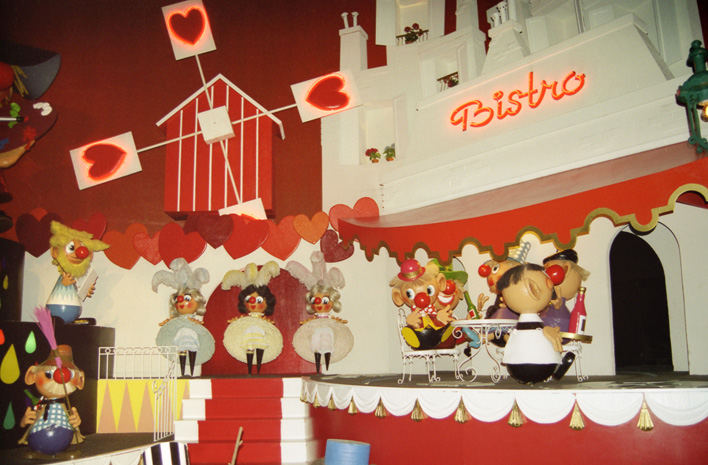
Carnaval Festival
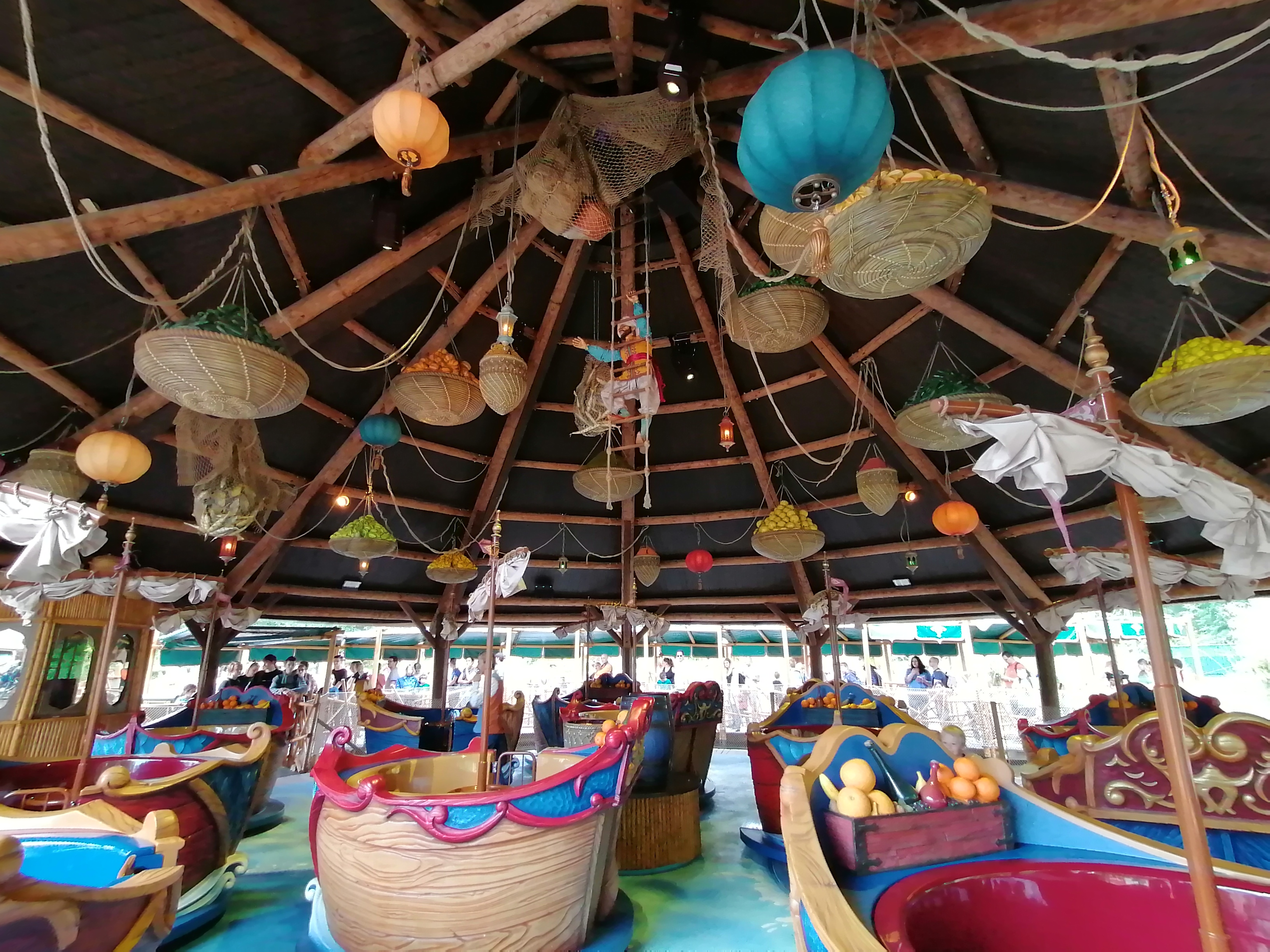
Sirocco
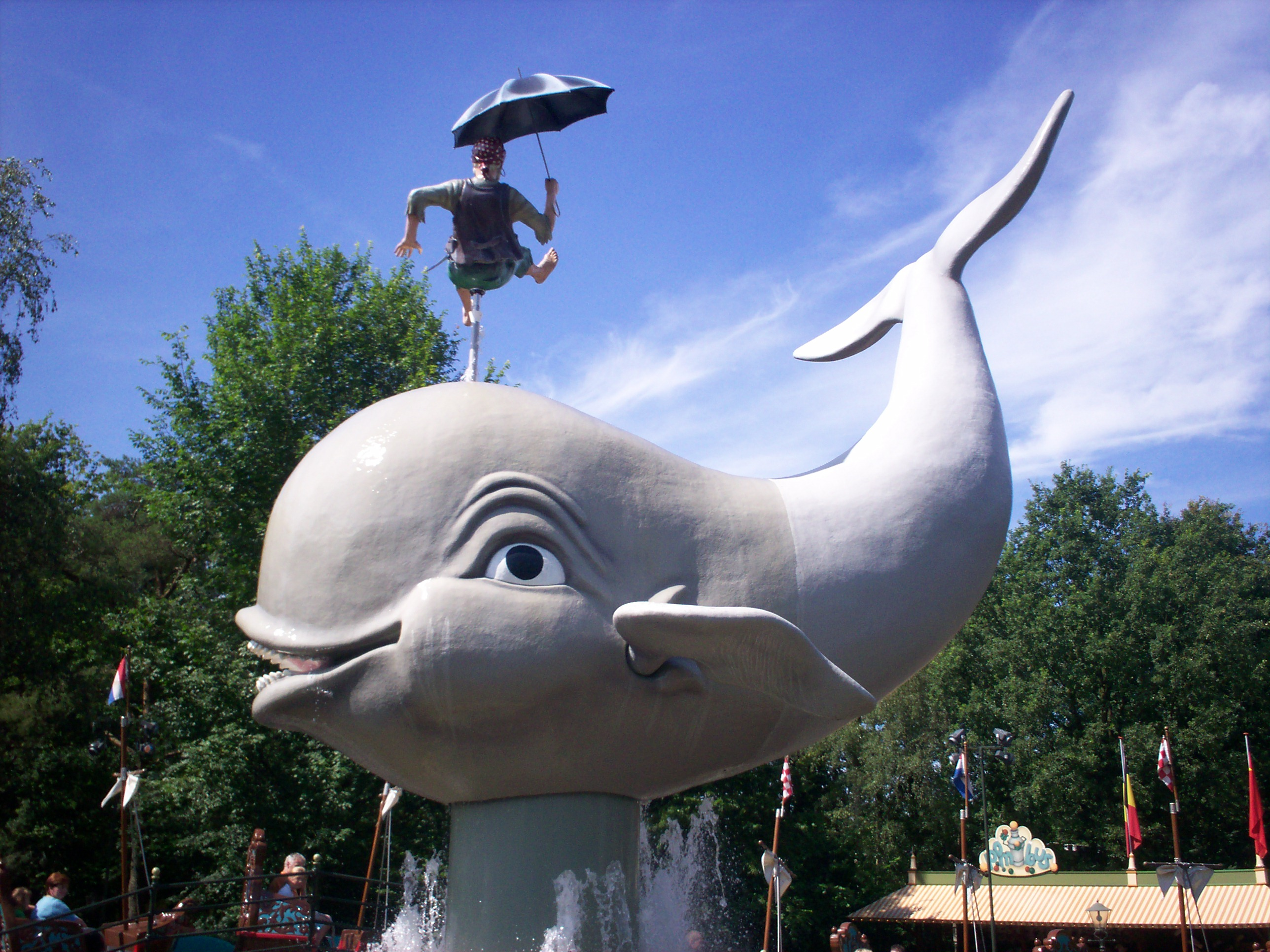
Polka Marina
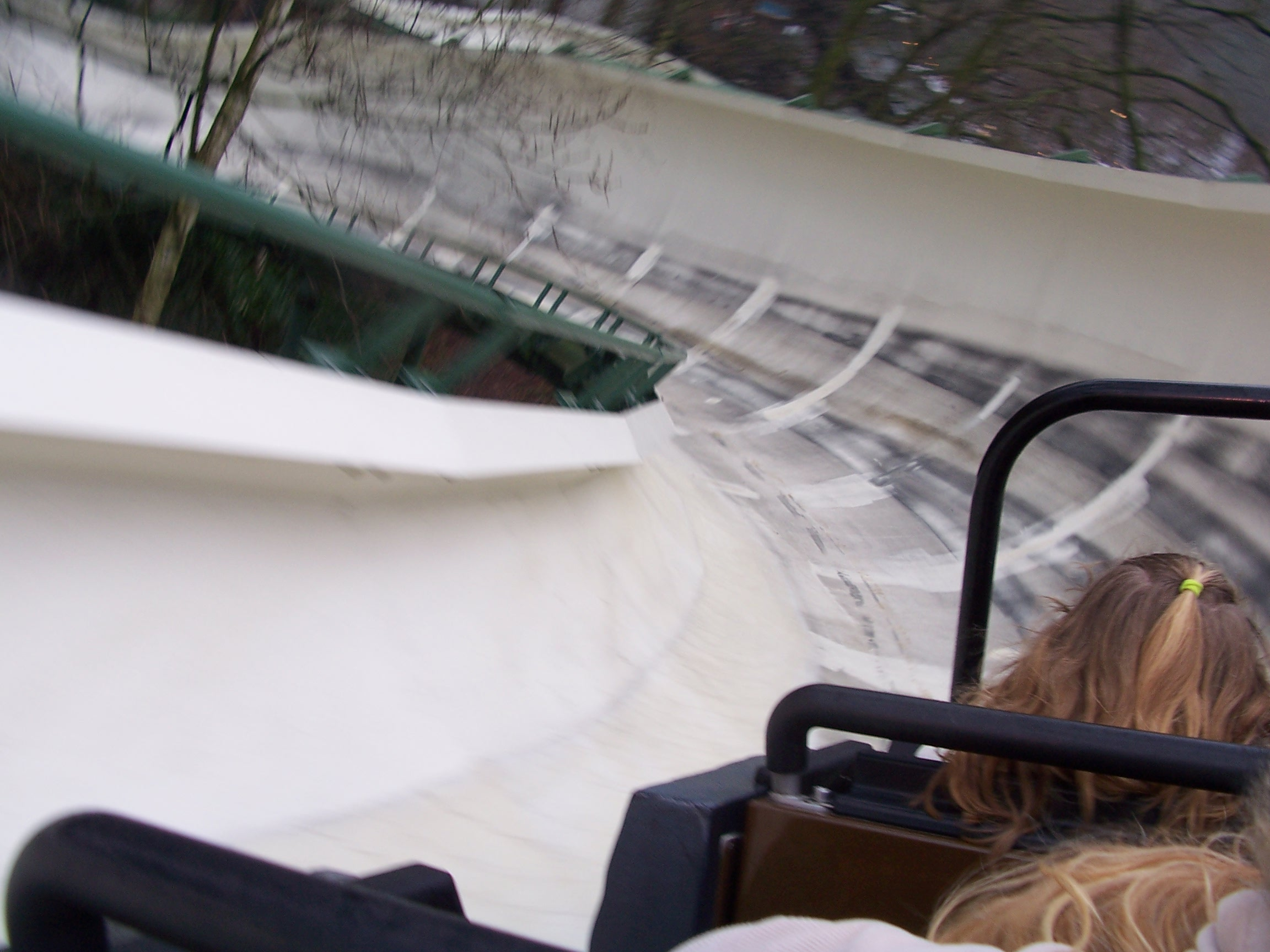
Le Circuit de bob
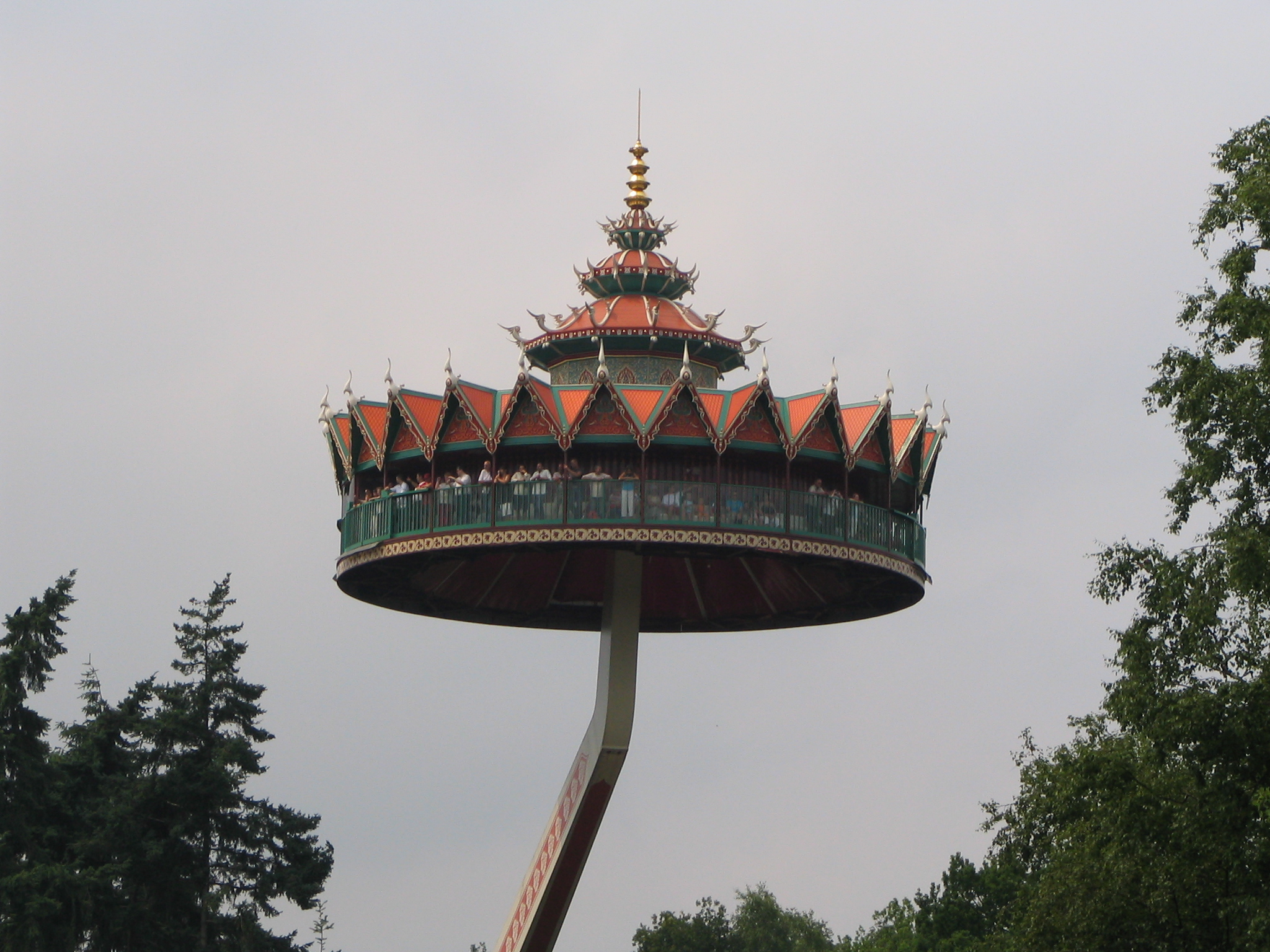
La Pagode dans les airs
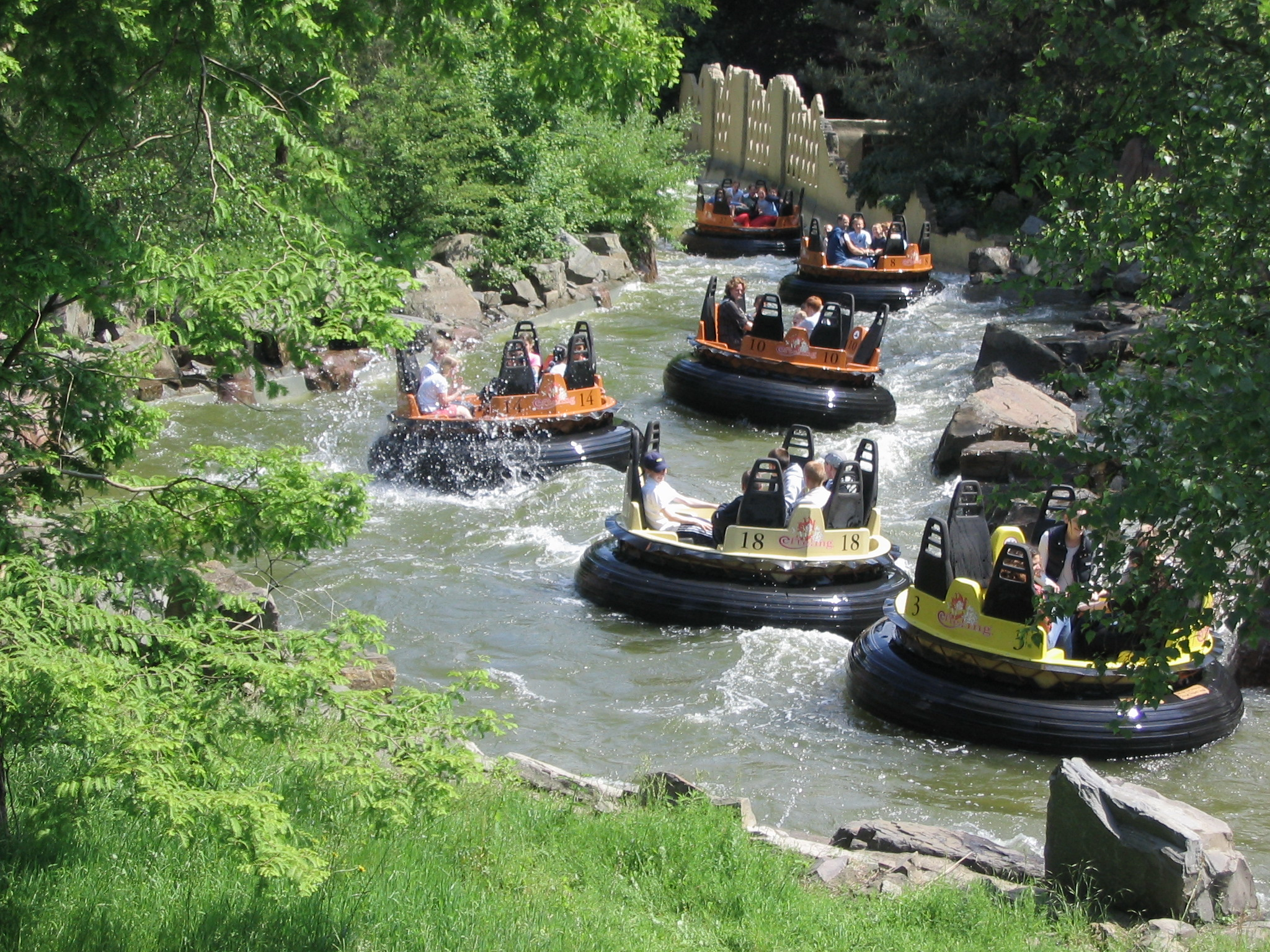
Piraña
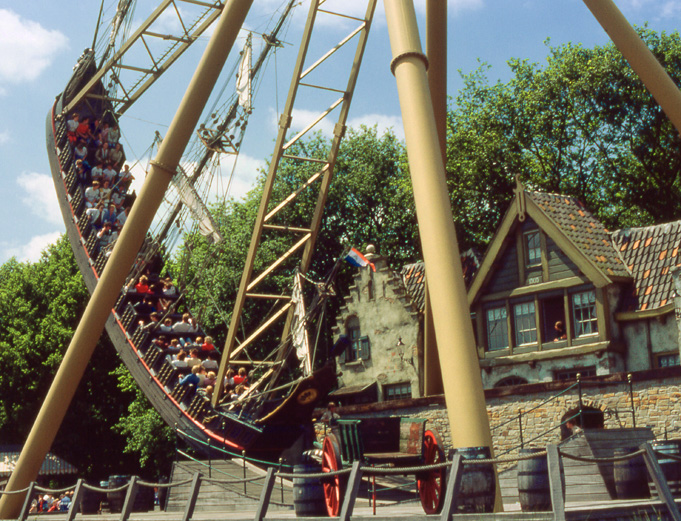
Le bateau balançoire Halve Maen
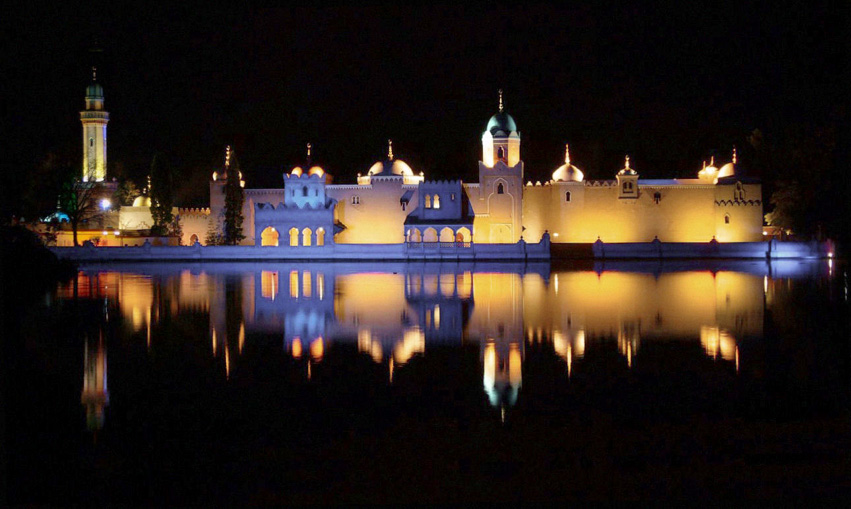
Fata Morgana de nuit
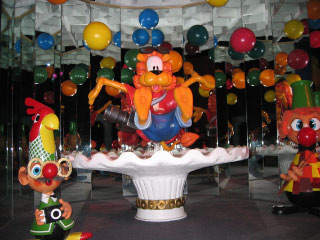
Carnaval Festival
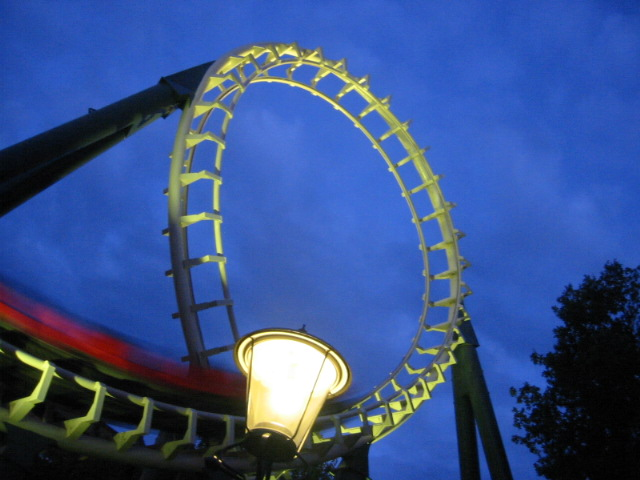
Le Python
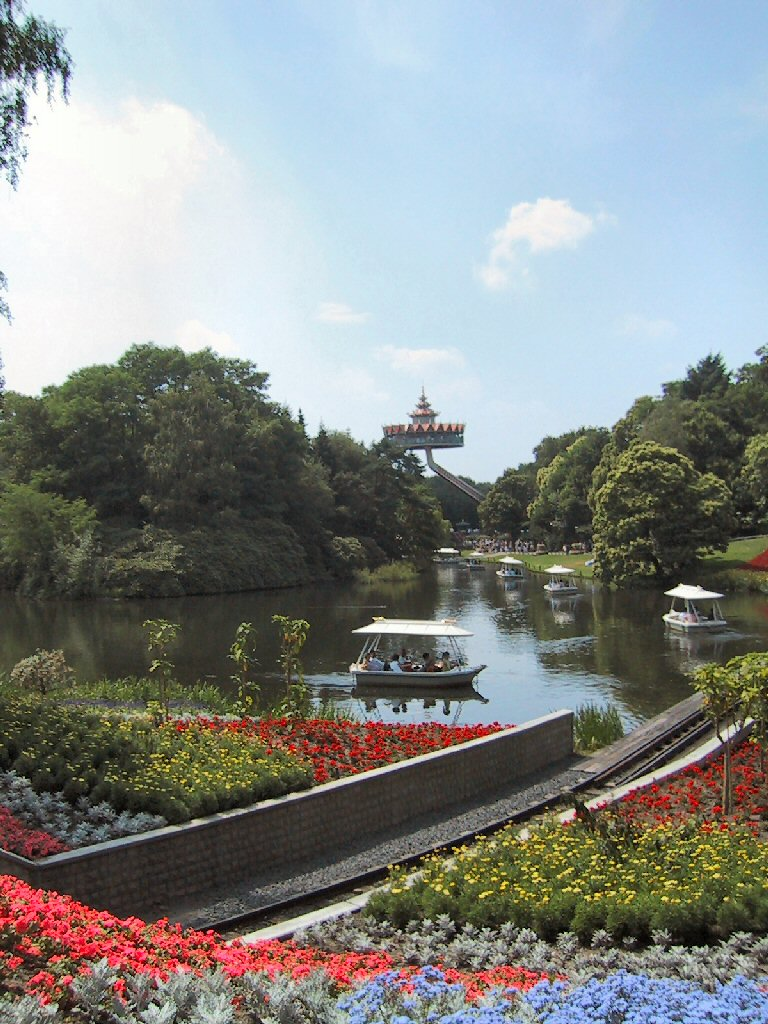
Les gondolettas et la Pagode

## Années 1990
- Peuple des lavanors (Volk van Laaf – 1990 – Le Royaume de la magie) : un village où le promeneur fait connaissance avec de curieux lutins, observés dans leur vie quotidienne. Leur village se visite aussi grâce à un petit monorail. Divers éléments de plaine de jeux sont disséminés dans le village.
- Pegasus (1991 à 2009 – Le Royaume déchaîné) : anciennes montagnes russes en bois au charme désuet, construites à la façon des années 1950. Aujourd'hui détruites et remplacées par Georges et le dragon.
- Vol de rêve (Droomvlucht – 1993 – Le Royaume de la magie) : l’exploration en wagonnet scénique suspendu d’une forêt foisonnante, royaume végétal des elfes et des trolls, exubérant de féerie. Cette attraction est considérée par - entre autres - l'American Coaster Enthusiasts (association américaine de spécialistes et amateurs des parcs d'attractions) comme le meilleur dark ride (parcours scénique) au monde.
- Jardin des bambins (Kleuterhof – 1994 – Le Royaume de l’aventure) : aire de jeux colorée.
- Labyrinthe de l'aventure (Avonturen Doolhof – 1995 – Le Royaume de l’aventure) : réservé aux enfants qui peuvent entrer par la porte sans avoir à se baisser.
- Villa Volta (1996 – Le Royaume de la magie) : première Mad House au monde. C'est le repaire d’un brigand frappé par une malédiction. La partition du compositeur Ruud Bos contribue à son succès. Considérée par certains comme la meilleure mad house qu'il soit[4].
- Théâtre en plein air du bois des contes (Openluchttheater Sprookjesbos – 1998 – Le Royaume de la magie) : au sein du bois des contes se déroulent plusieurs fois par jour des représentations basées sur les contes de fées.
- Vogel Rok (Vogel Rok – 1998 – Le Royaume de l’aventure) : tel Sinbad le marin, le passager parcourt un circuit de montagnes russes qui se fait dans le noir complet au milieu d’effets lumineux, accompagné par une musique de Ruud Bos.
- Palais de glace (IJspaleis – 1999 – Le Royaume de l’aventure) : patinoire de 1 200 m2 couverte pour tous avec sa hutte après-ski pour se désaltérer comme en station de ski. (Uniquement pendant le Winter Efteling hivernal).
- Pays des rêves hivernaux des enfants (Kinder Winter Wonderland – 1999 à 2013 – Le Royaume déchaîné) : un immense espace couvert pensé spécialement pour les enfants avec toboggans de neige et bonshommes de neige. Cette attraction possède son propre bar. (Uniquement pendant le Winter Efteling hivernal). Ces activités sont dorénavant transférées dans le Palais de glace.

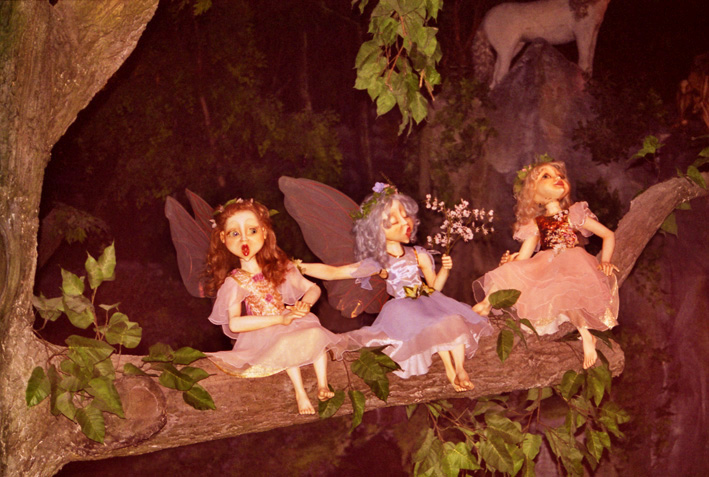
Le Vol de rêve
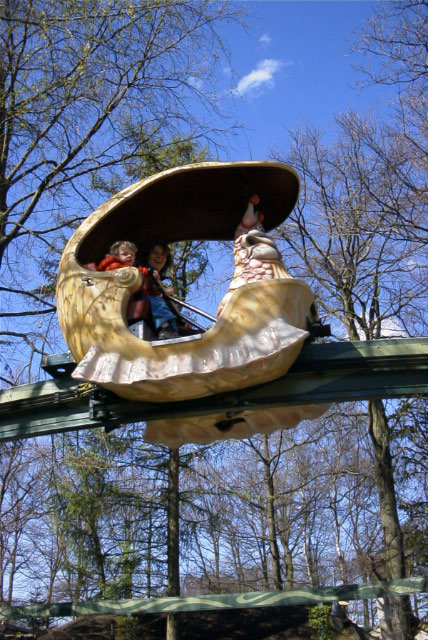
Chez les lavanors
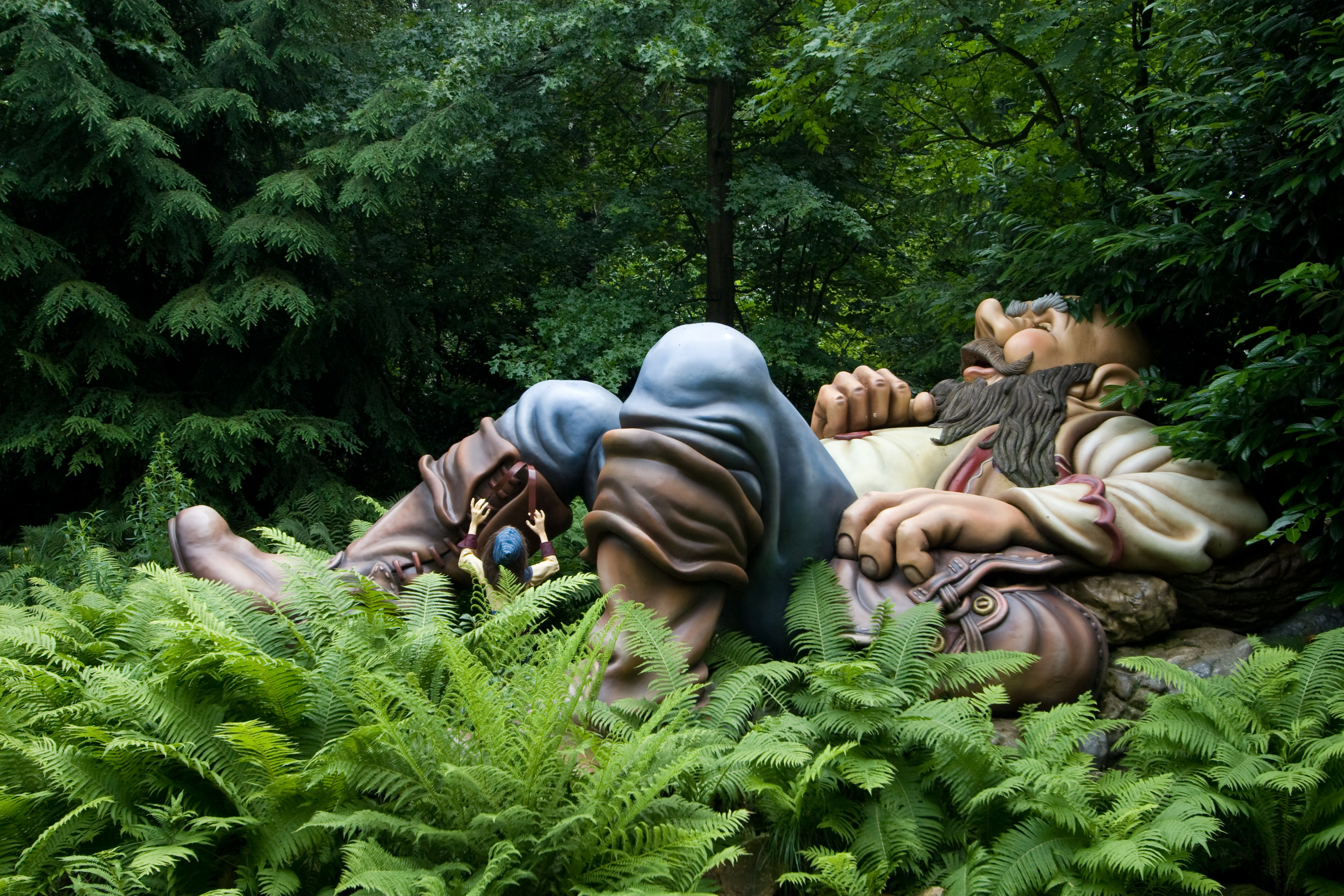
Le Petit Poucet
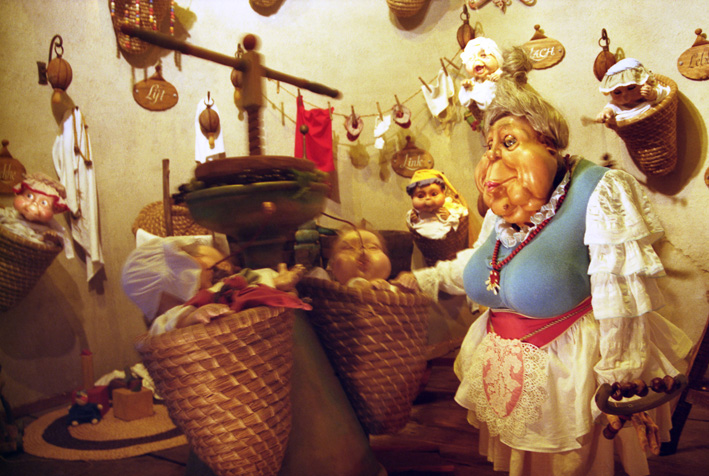
La nurserie des lavanors
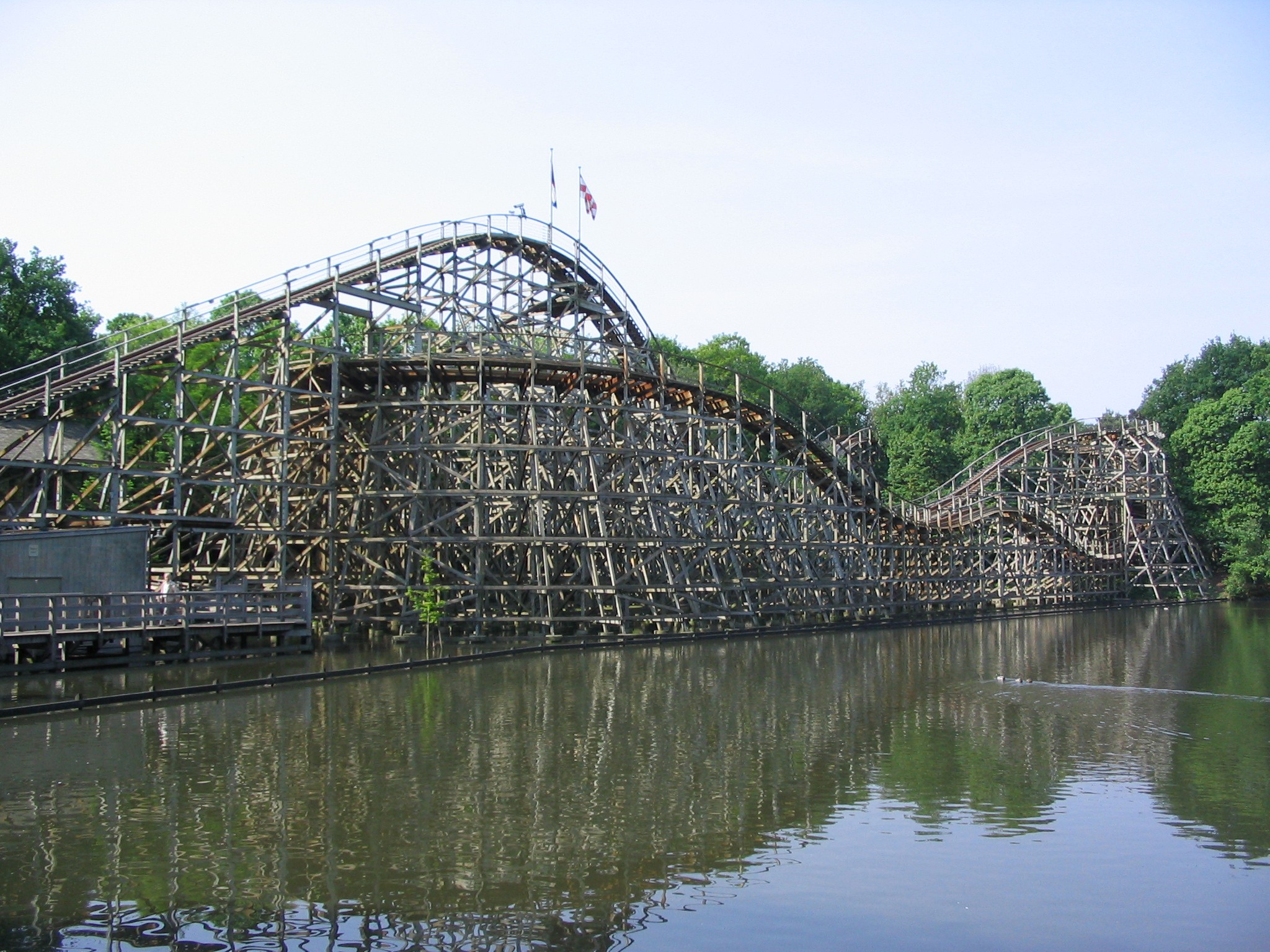
Les anciennes montagnes russes Pegasus
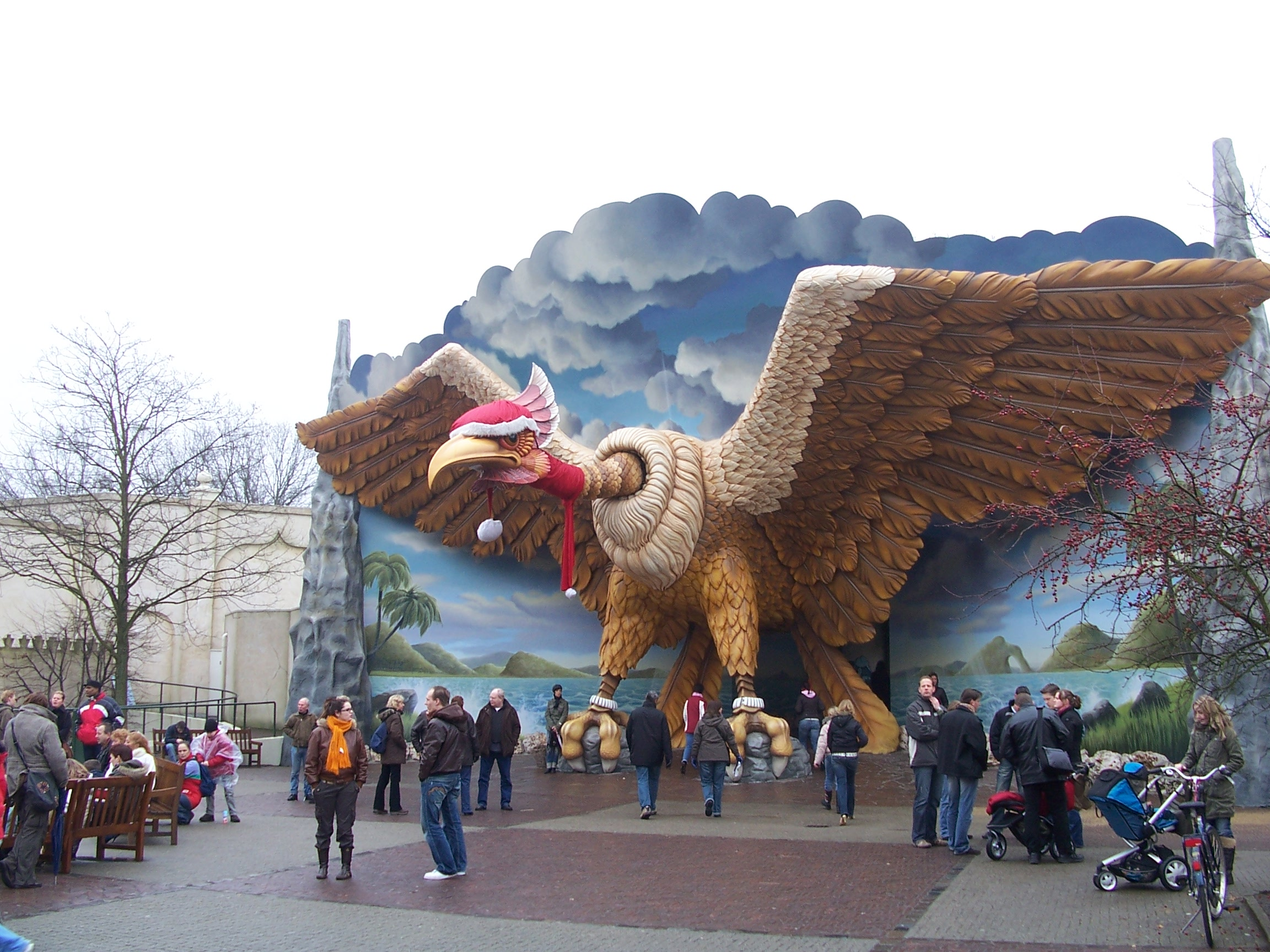
Vogel Rok en hiver
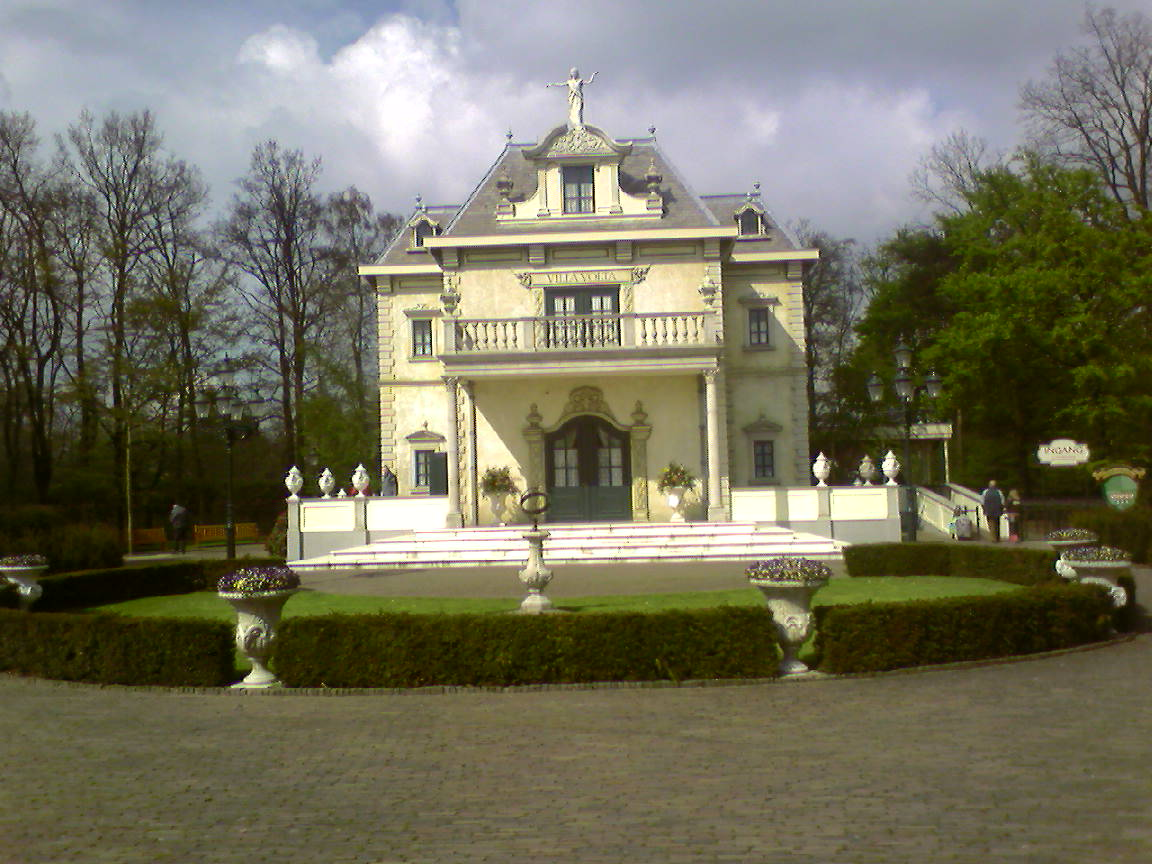
La Villa Volta
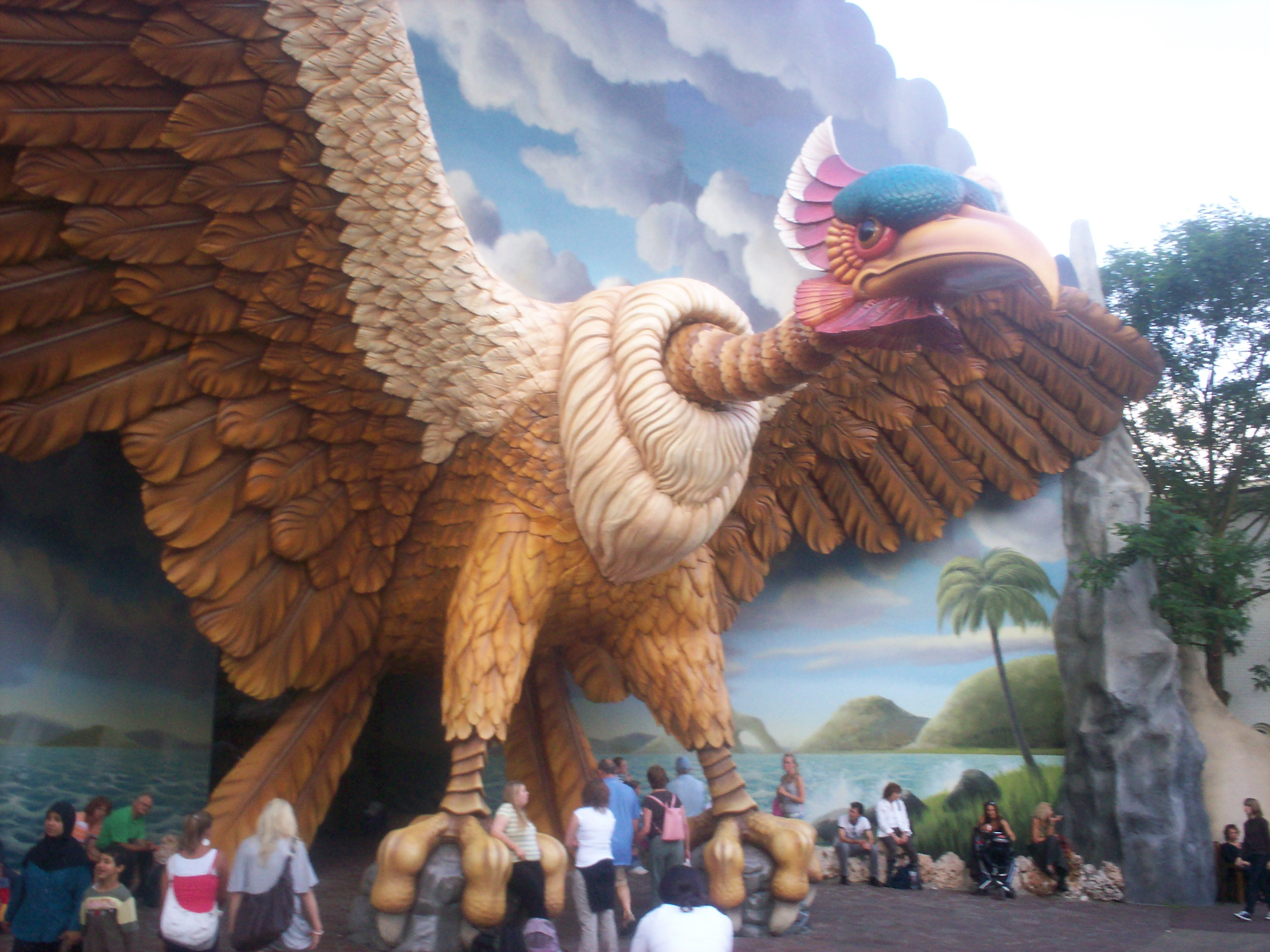
Entrée du Vogel Rok.
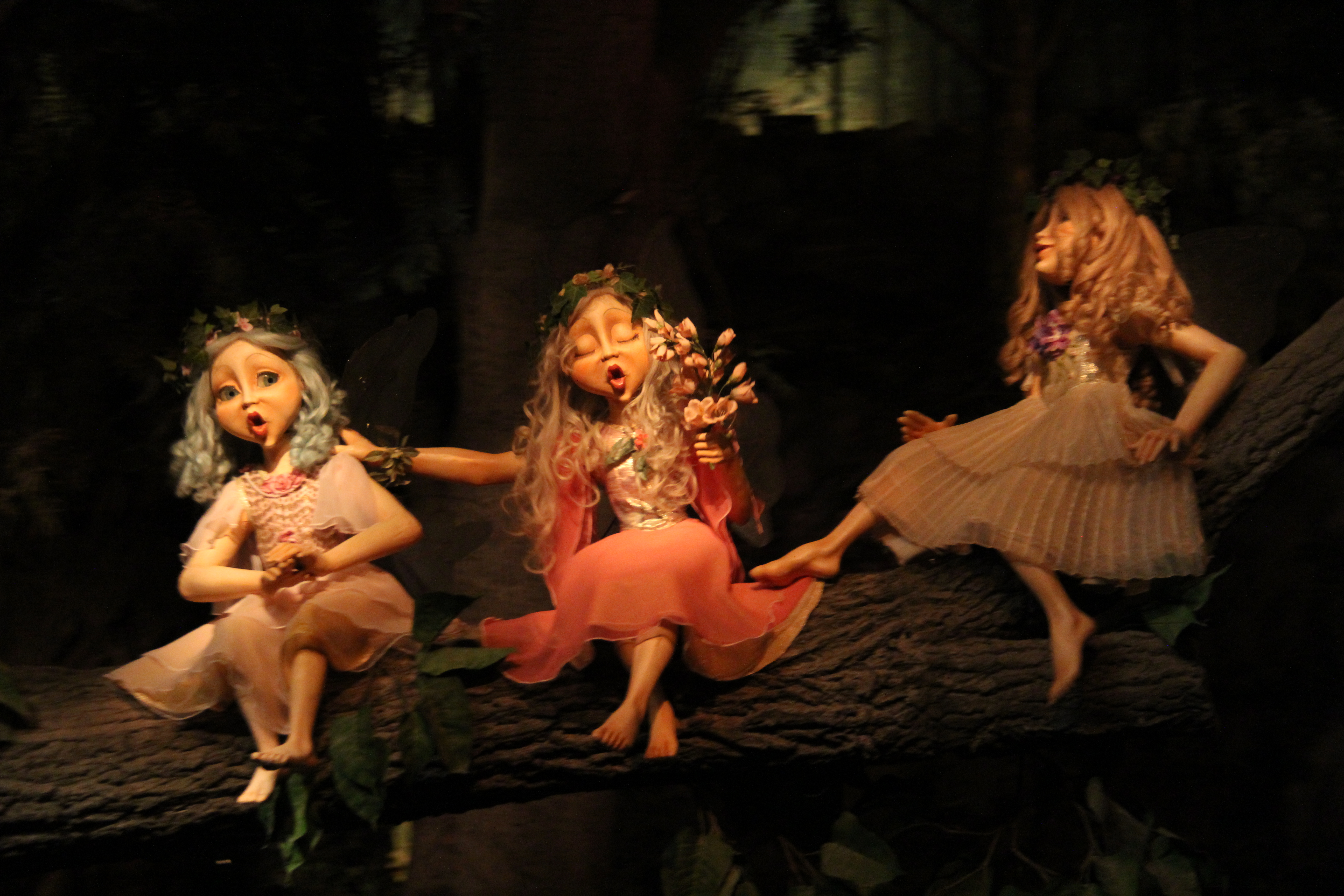
Le Vol de rêve

## Années 2000
- Marché bavarois (Beiersemarkt – 2000 – Le Royaume de l’étrange) : Marché de Noël situé en face du circuit de Bob. Dégustations et animations hivernales. (Uniquement pendant le Winter Efteling hivernal).
- Le rêve du panda (PandaDroom – 2002 – Le Royaume de l’étrange) : Cinéma 4-D conçu en partenariat avec le WWF ; le film en images de synthèse emmène ses spectateurs dans un tour du monde du règne animal et nous fait prendre conscience de la fragilité de dame nature. En sortant de la salle, une plaine de jeux couverte et interactive se présente au public.
- Piste de ski de fond du cerf haletant (Langlaufbaan 't Hijgend Hert – 2002 – Le Royaume déchaîné) : petits et grands peuvent traverser un paysage enneigé en ski. (Uniquement pendant le Winter Efteling hivernal).
- Musée Efteling (Efteling Museum – 2003 – Le Royaume de la magie) : inauguré lors du réaménagement de la place Anton Pieck (Anton Pieckplein) ; dessins, moulages, éléments d’attractions disparues, etc.
- Théâtre Efteling (Efteling Theater – 2003 – Le Royaume de la fantaisie) : indépendant du parc d'attractions, il dispose d'une salle de théâtre de 1 200 places assises, d'un foyer et d'un restaurant-théâtre. Le théâtre Efteling est devenu le cinquième plus grand théâtre des Pays-Bas[5]. Les spectateurs y admirent : tours de magie, comédies musicales, pièces inspirées des contes de fées, spectacles acrobatiques, etc.
- Joie des enfants (Kindervreugd – 2007 – Le Royaume de la magie) : plaine de jeux nostalgique située entre la Villa Volta et le peuple des lavanors.
- Hollandais Volant (De Vliegende Hollander – 2007 – Le Royaume déchaîné) : une combinaison d'un parcours de montagnes russes aquatiques et d’un parcours scénique (durant l’hiver, ouvre par une température supérieure à 0°). Ce modèle est unique en son genre.

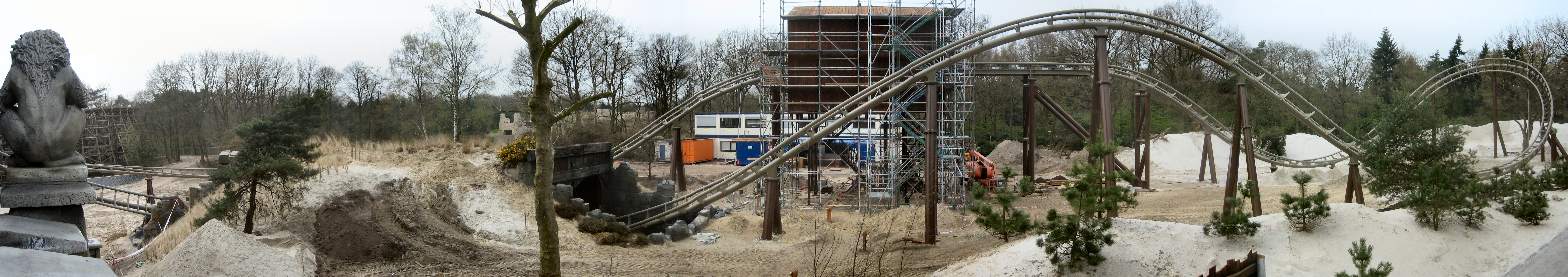
Construction du Vliegende Hollander
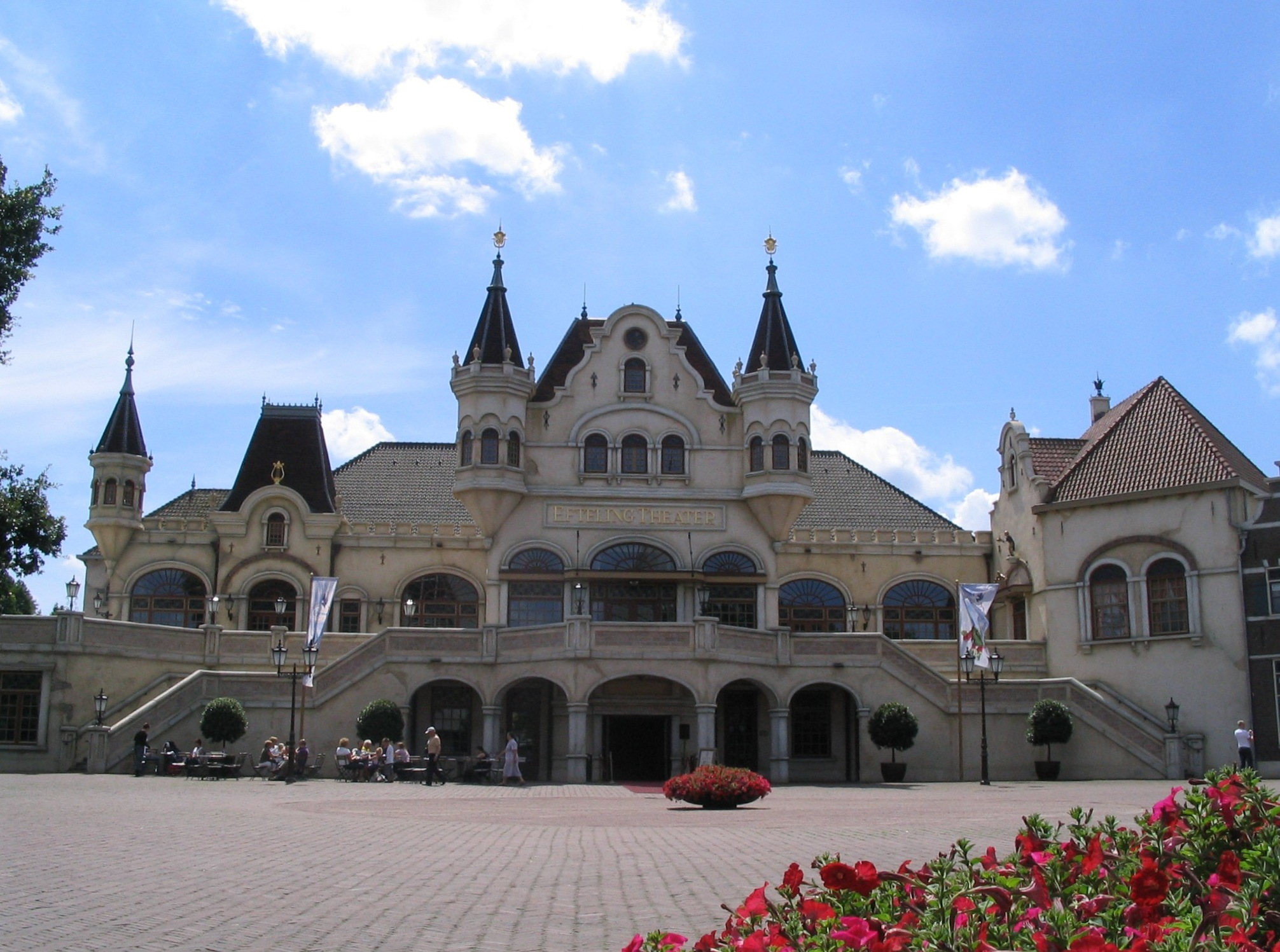
Le Théâtre Efteling
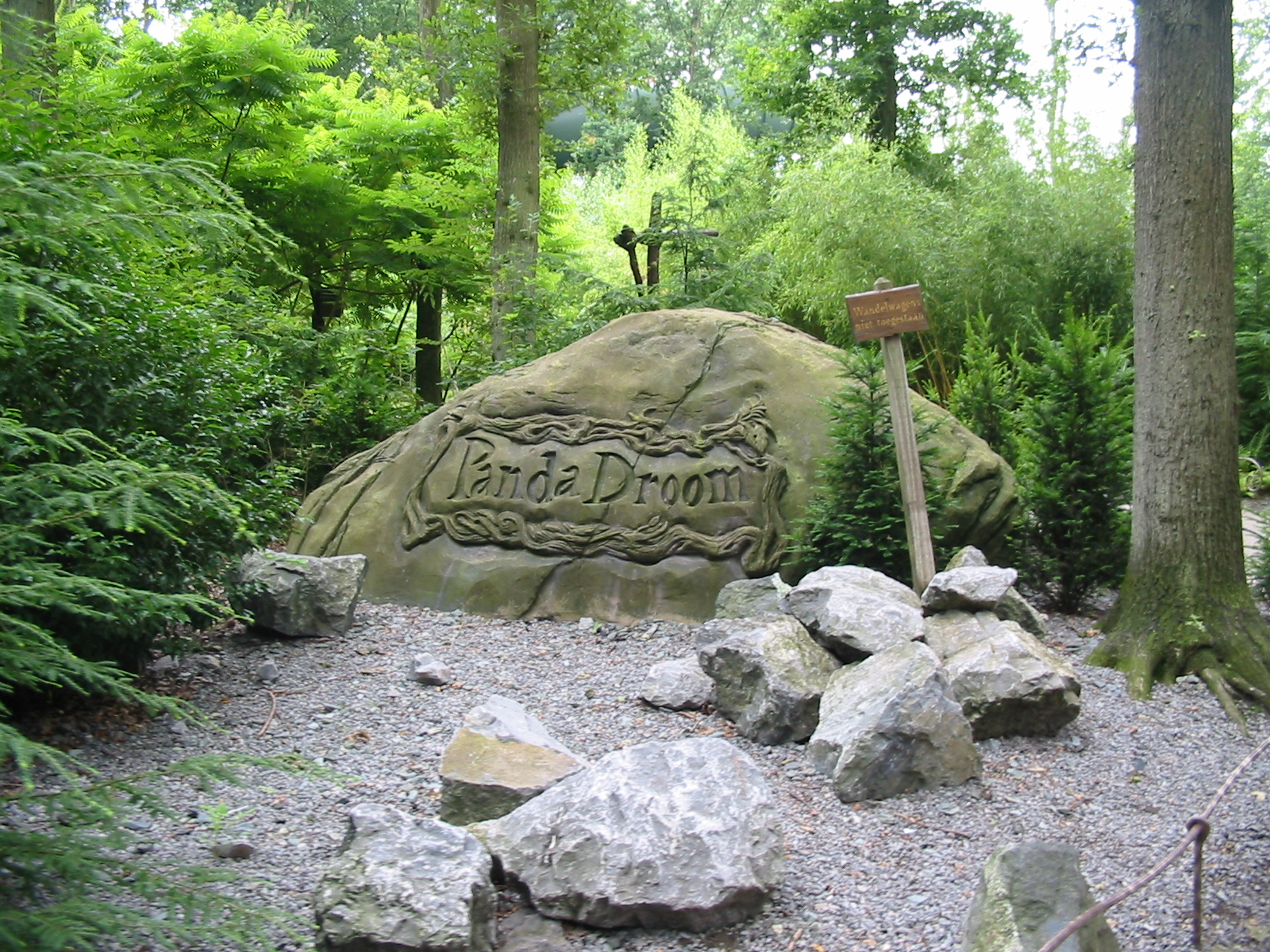
Pandadroom
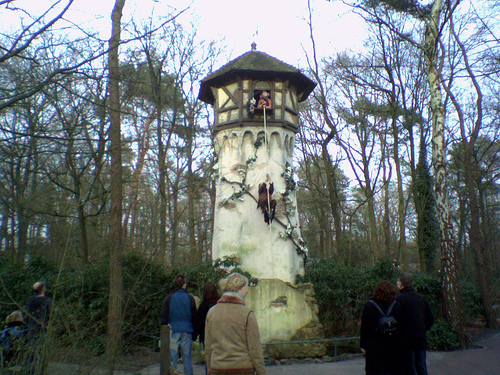
Raiponce

## Années 2010
- Joris en de Draak (2010 – Le Royaume déchaîné) : ce parcours de montagnes russes en bois à double voie, construit par la société Great Coasters International est basé sur la légende de St Georges. Le dragon de 10.5 mètres de haut se trouve dans les marécages. Cette attraction remplace le Pegasus (durant l’hiver, ouvre par une température supérieure à 0°).
- Ravelin (Raveleijn – 2011 – Le Royaume de la magie) : complexe avec restaurant, espaces pour événements et bureaux ; mais surtout arène de spectacles médiévaux. Basé sur un conte de l'auteur d'histoires pour enfants Paul van Loon, il met en scène joutes et scénographie autour de mystérieux corbeaux.
- Aquanura (2012 – Le Royaume de la fantaisie) : le plus grand spectacle aquatique sons et lumières d'Europe et troisième mondialement. Le constructeur est WET Design[6].
- Baron 1898 (2015 – Le Royaume déchaîné) : parcours de montagnes russes en métal de type machine plongeante, construit par Bolliger & Mabillard mesure 37 mètres de haut et comporte deux inversions.
- Symbolica (2017 – Le Royaume de la fantaisie : parcours scénique fantastique inspiré de l'univers fictionnel de la mascotte Pardoes situé au centre d'Efteling. Prenant place dans un grand château, elle est l'attraction la plus chère de l'histoire du parc avec 35 millions d'euros.

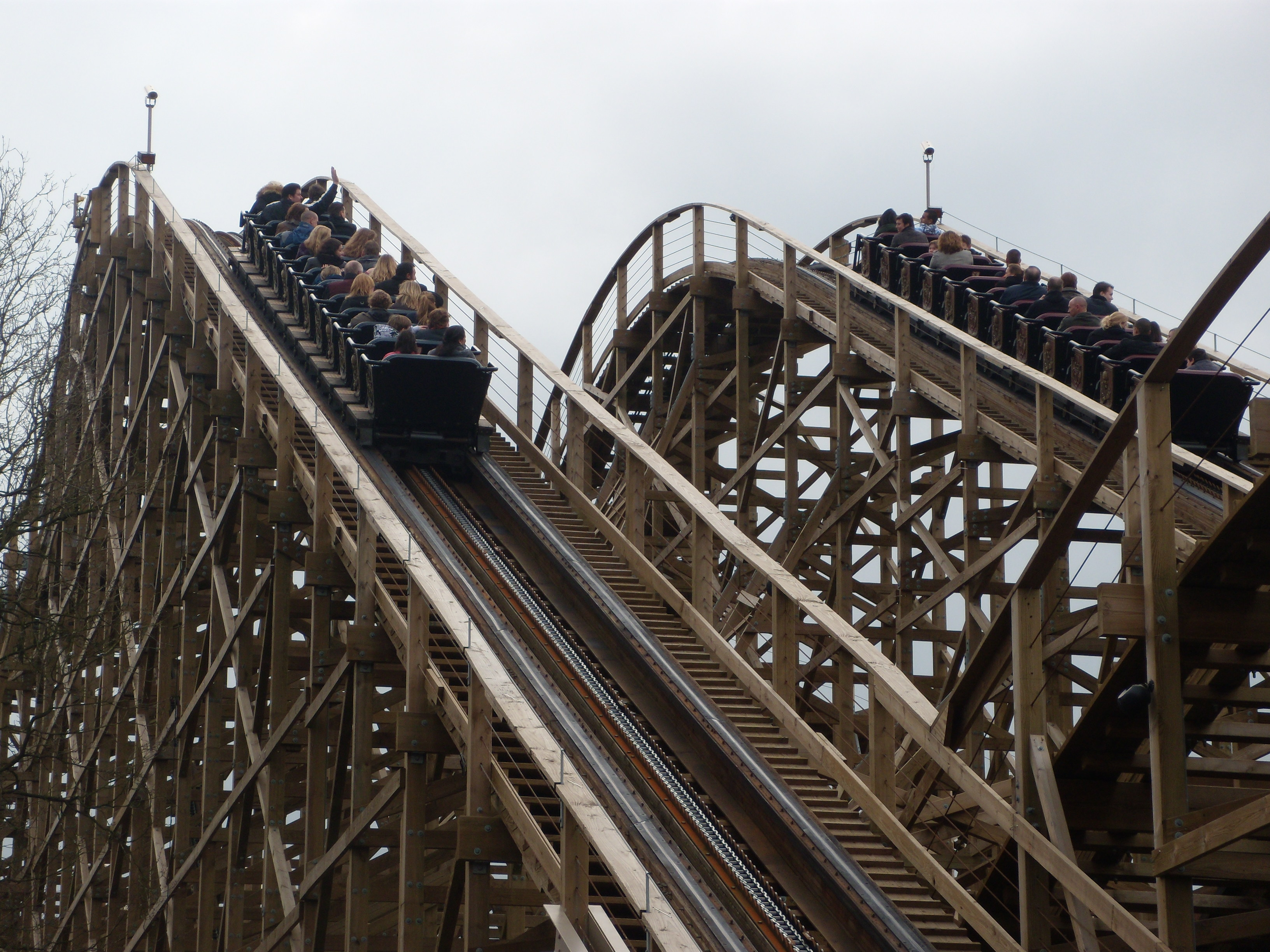
Joris en de Draak
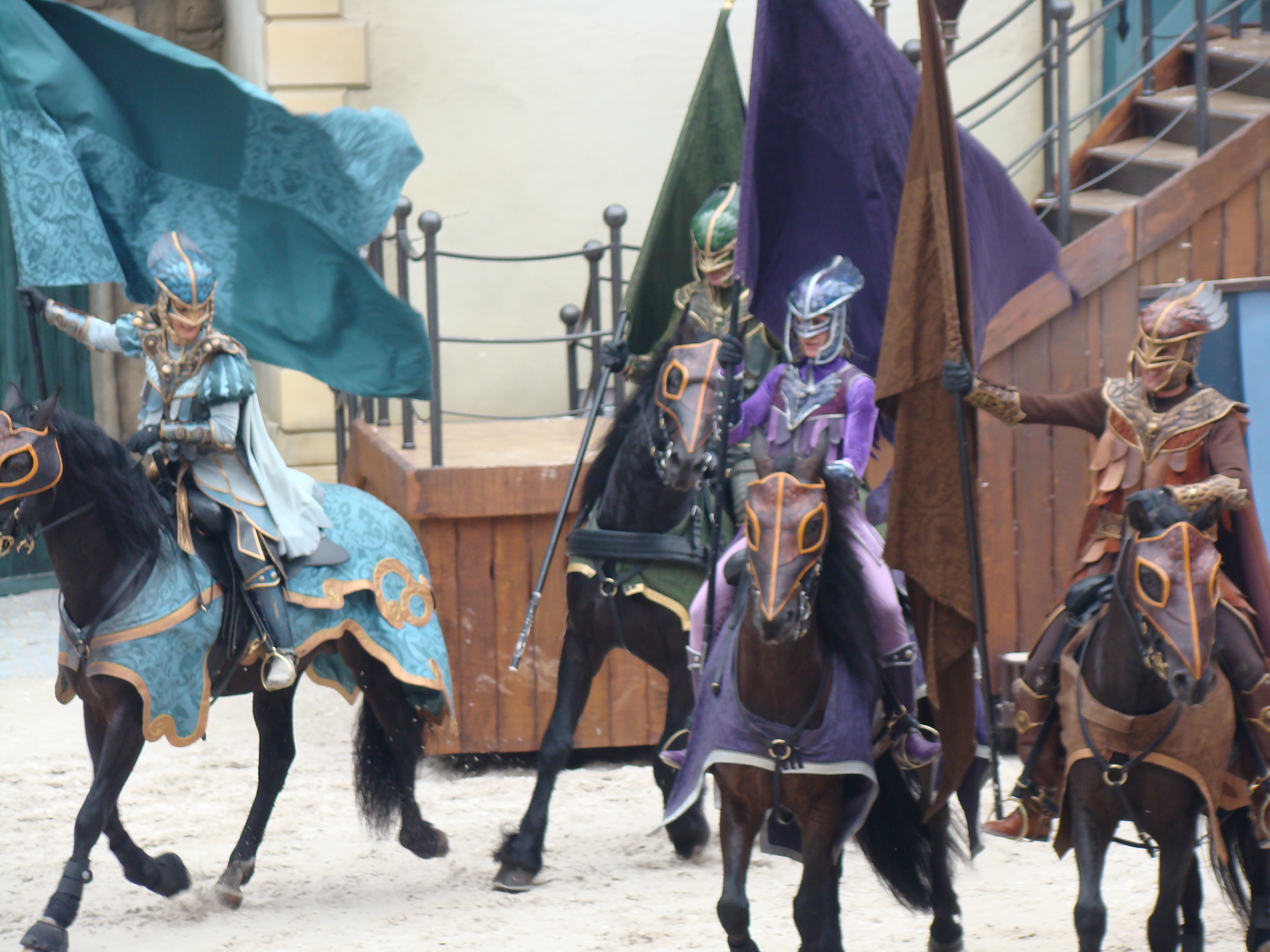
Ravelin
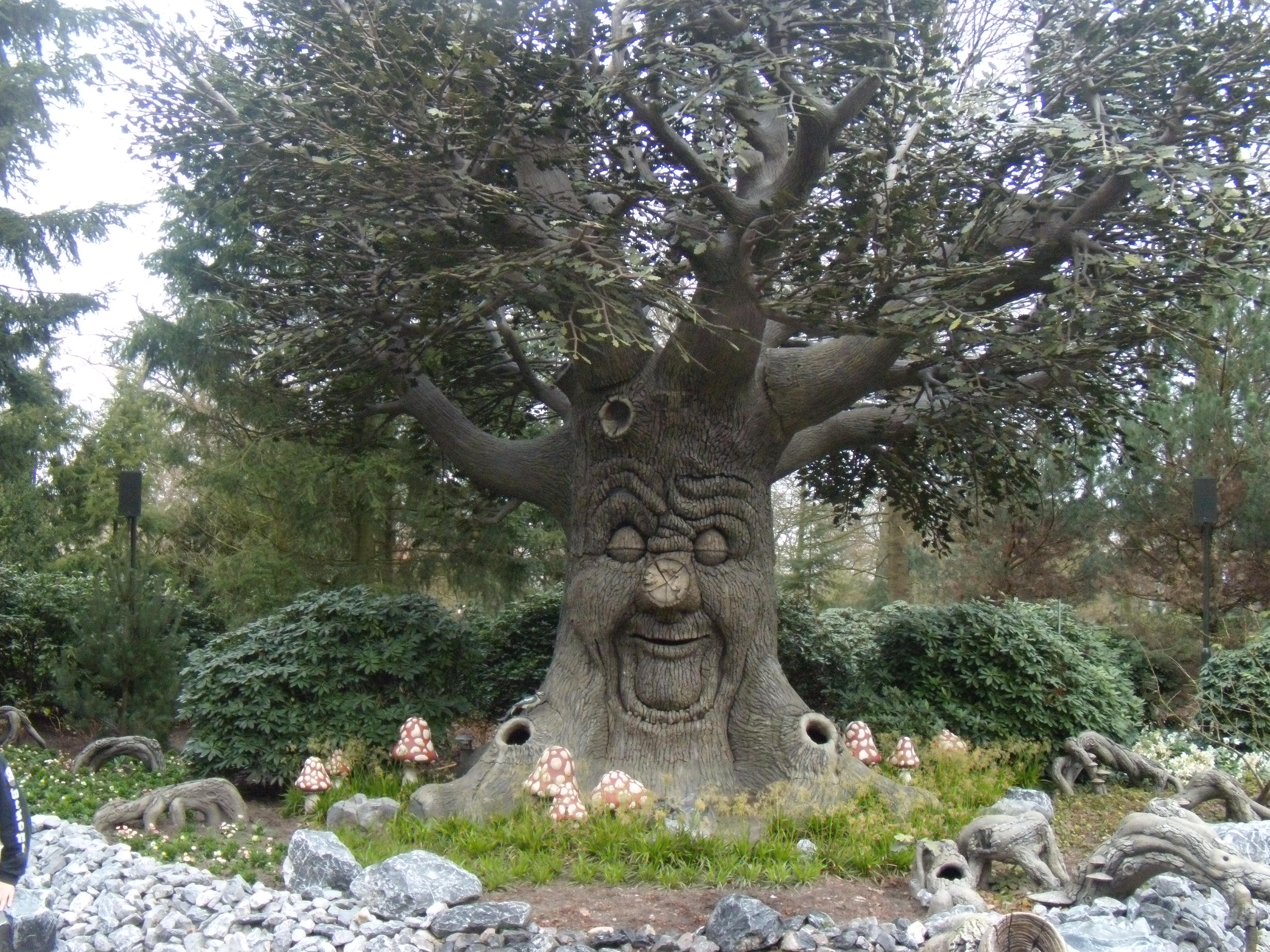
l’Arbre des contes
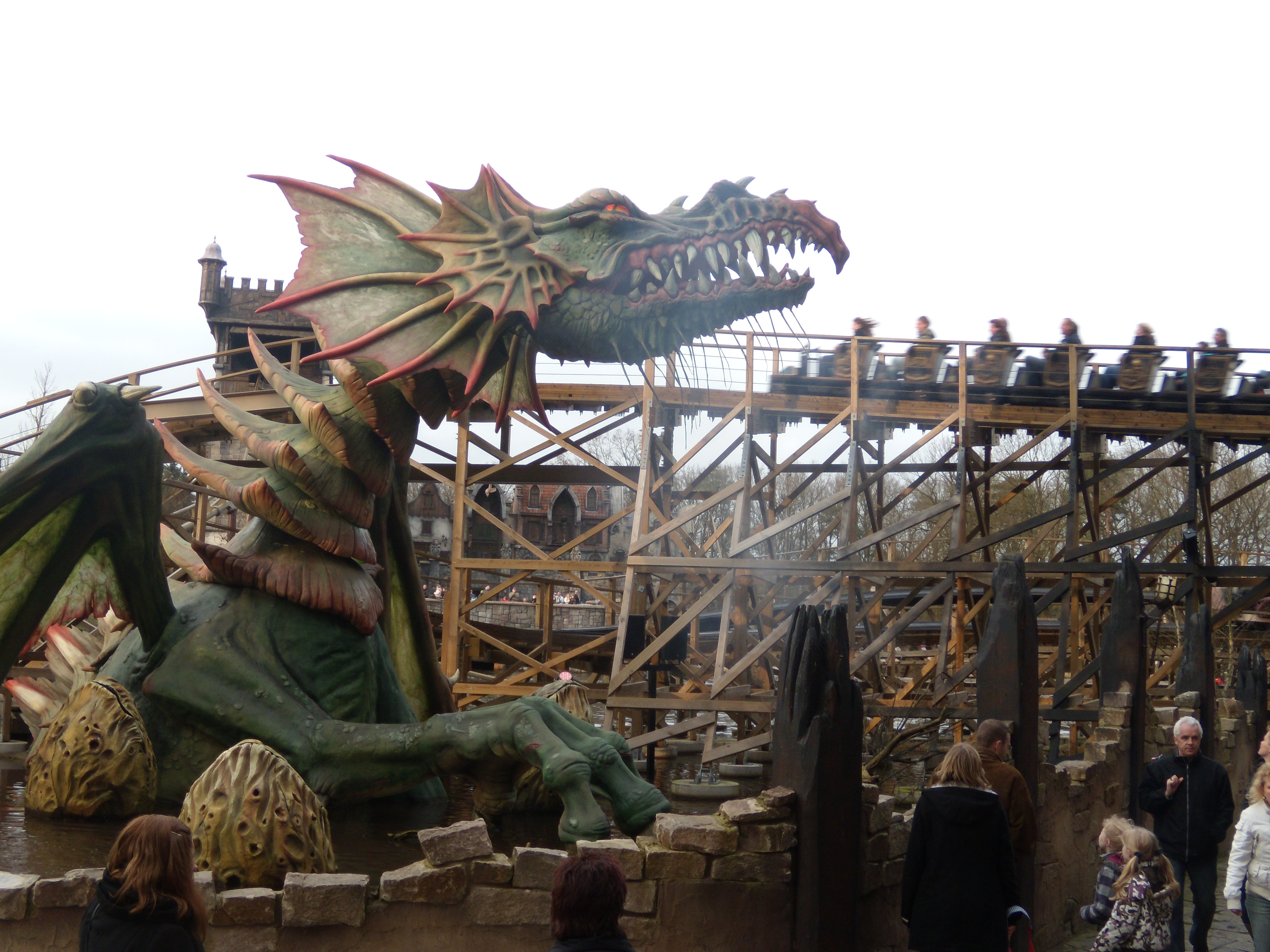
Joris en de Draak
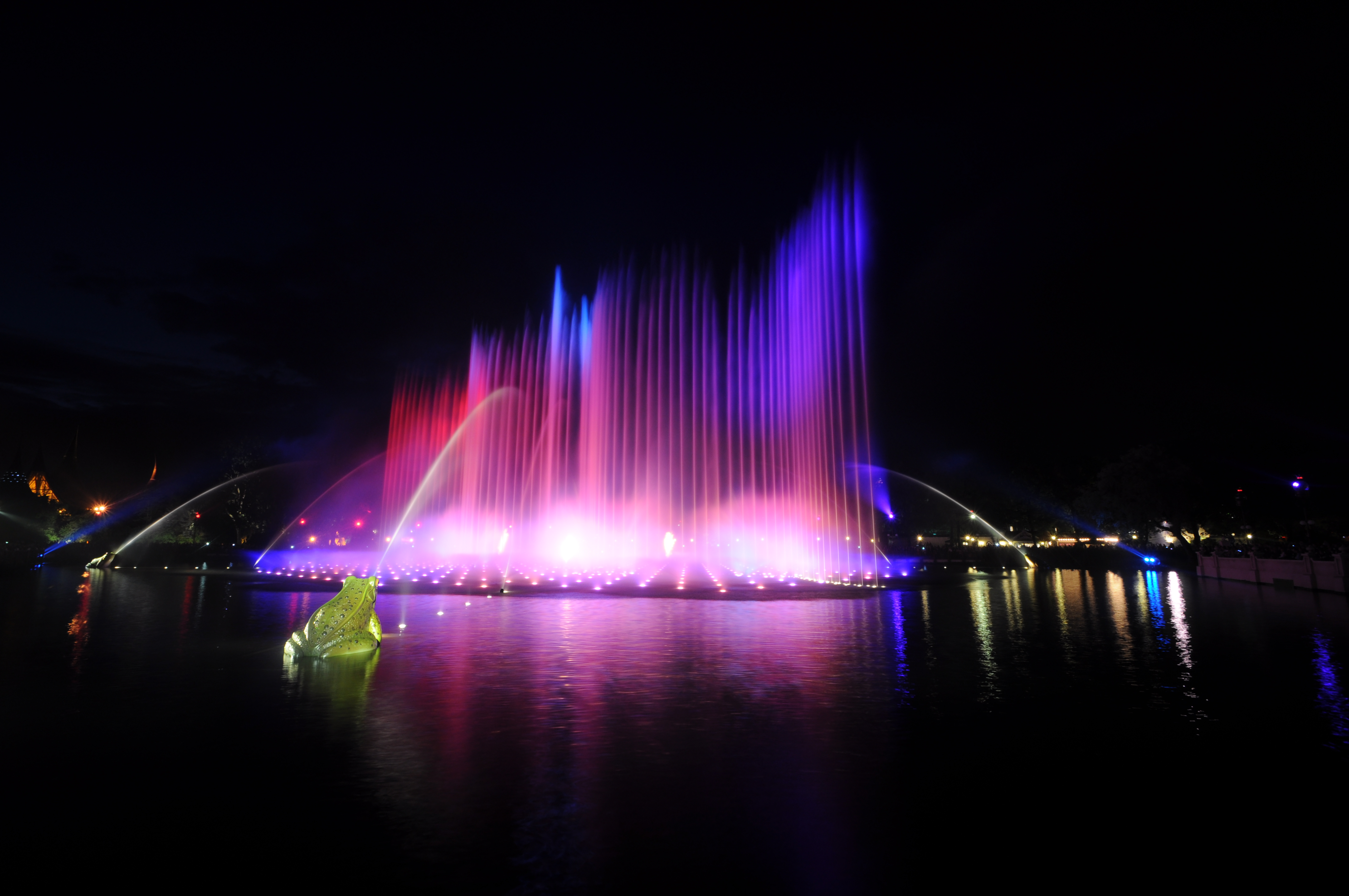
Aquanura
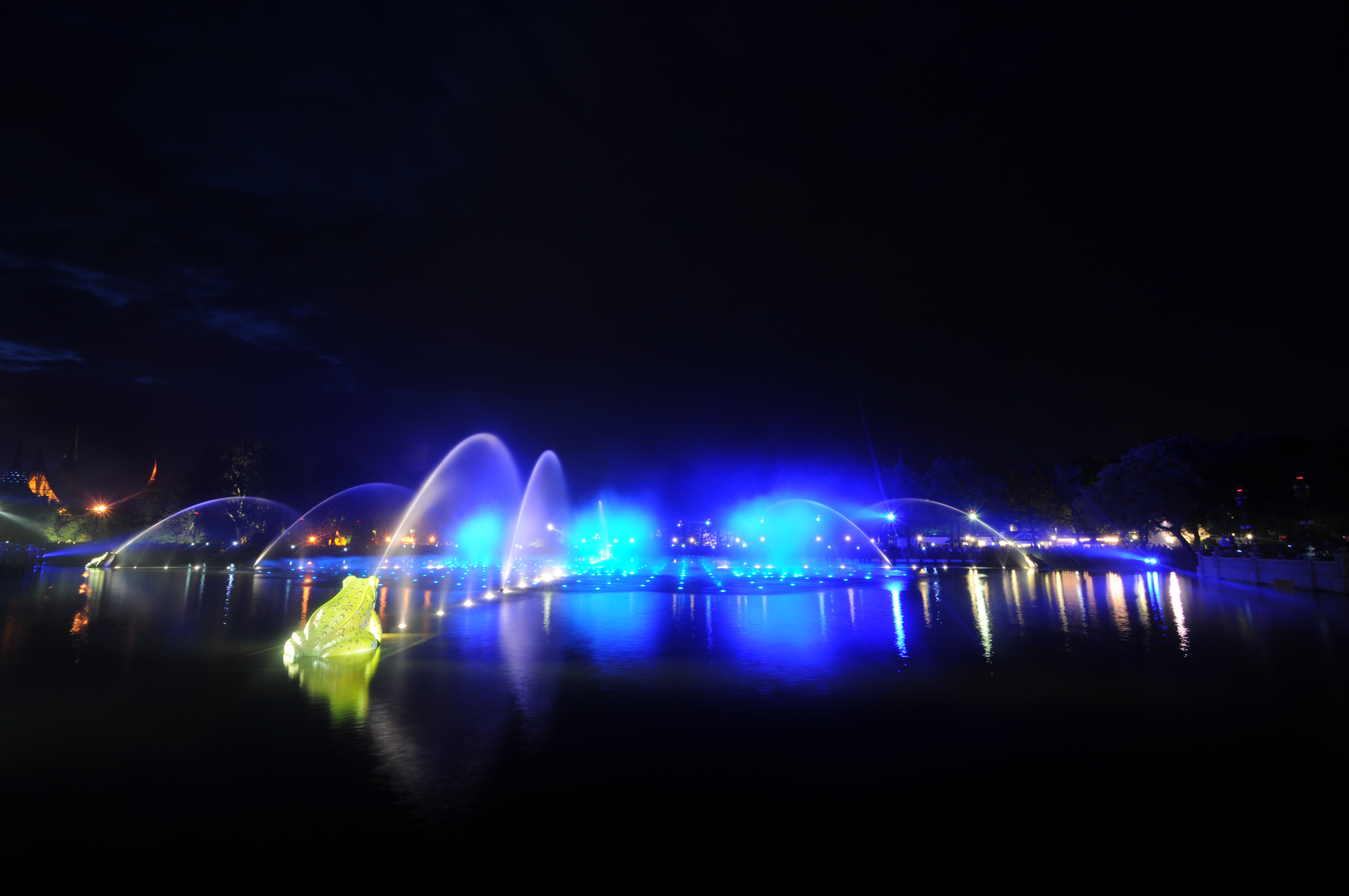
Aquanura
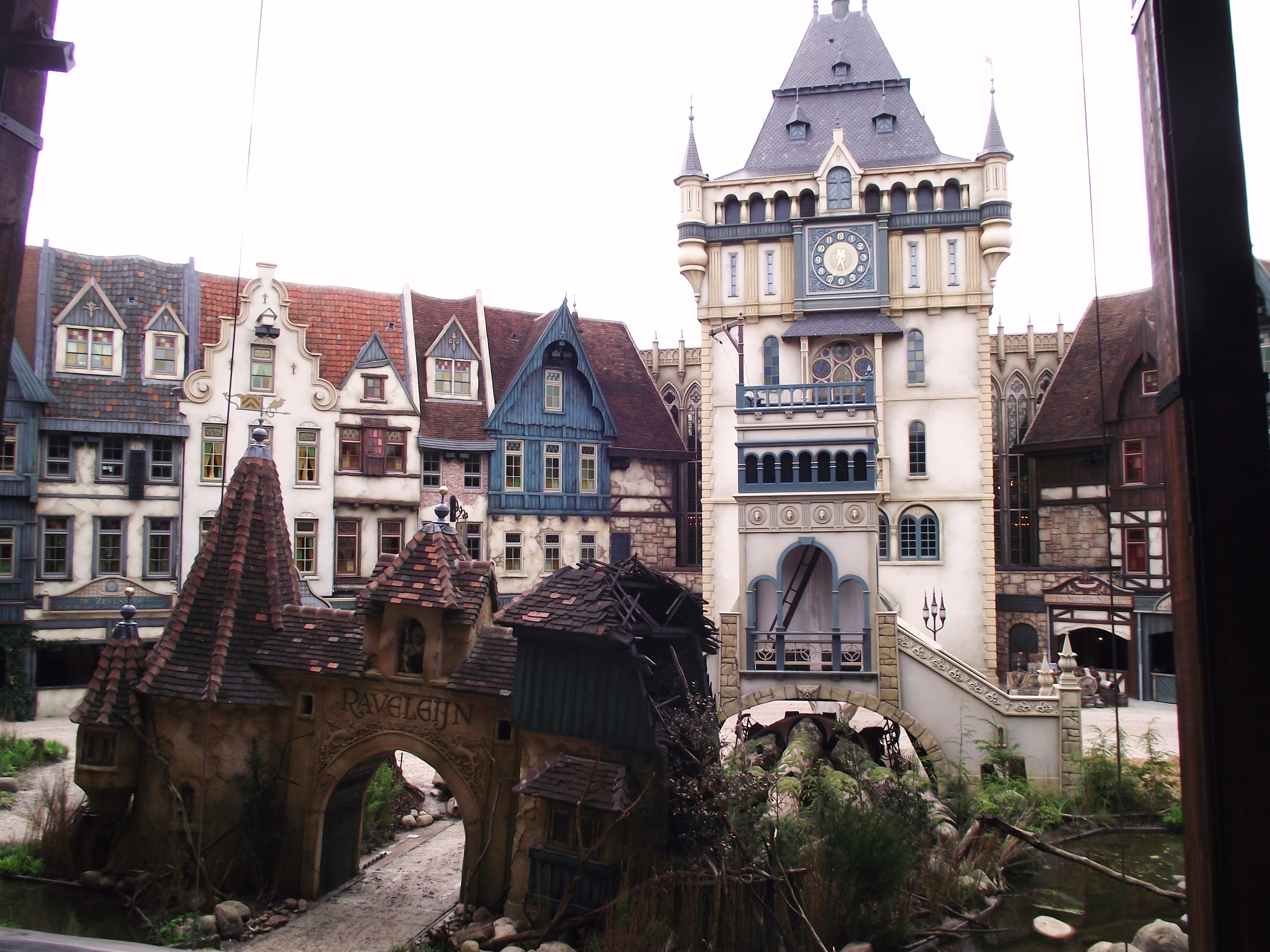
Raveleijn
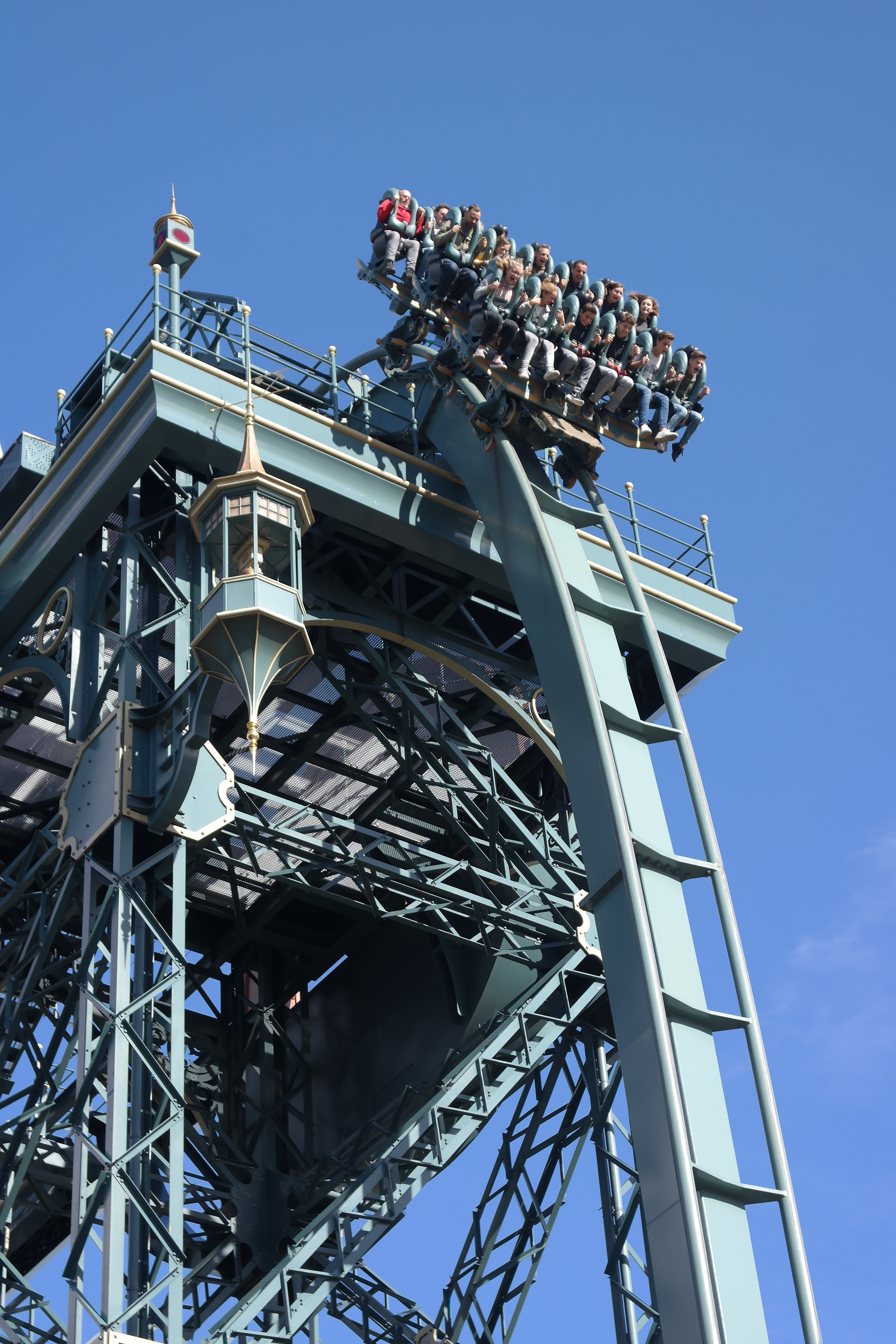
Baron 1898
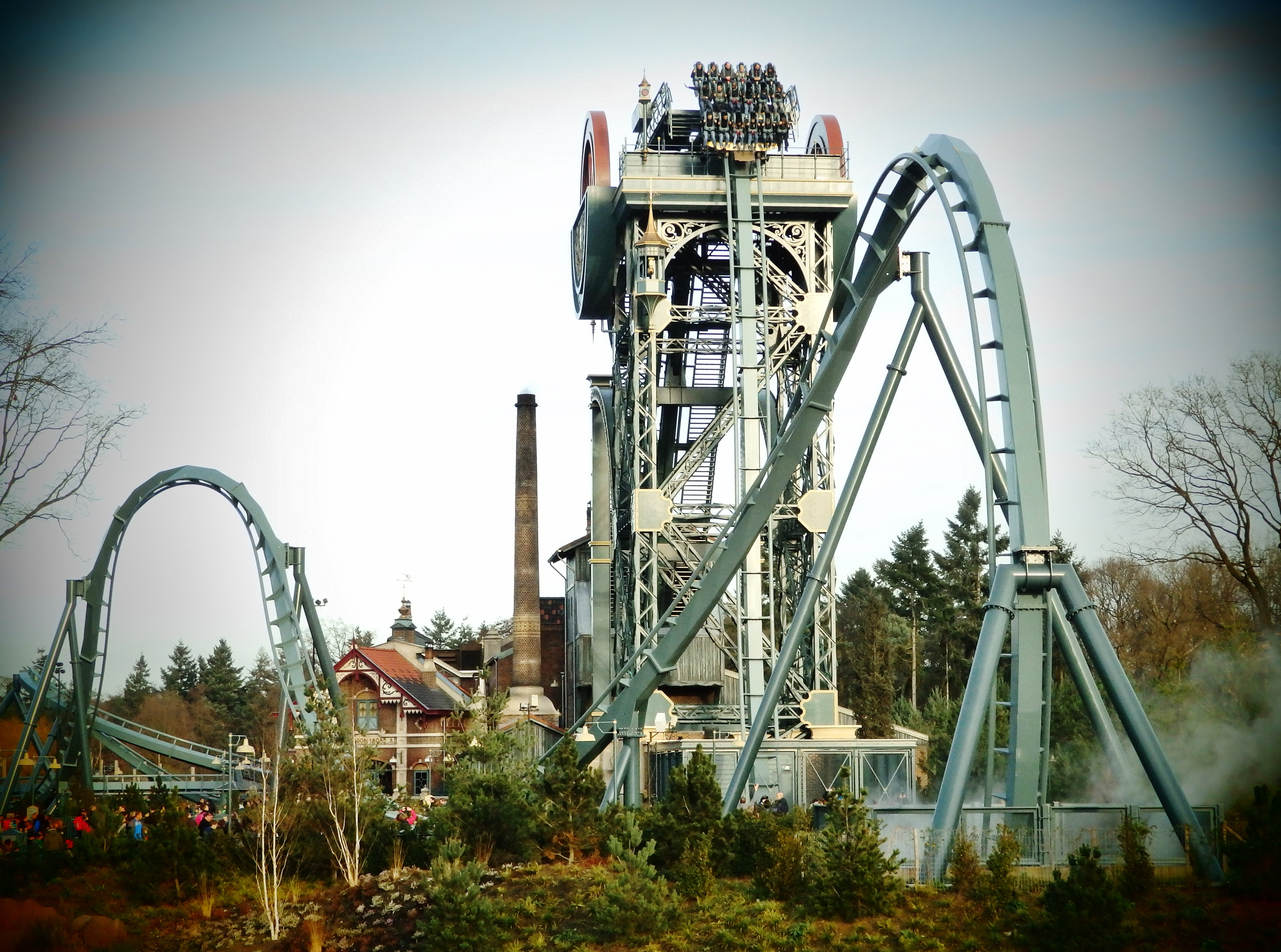
Baron 1898
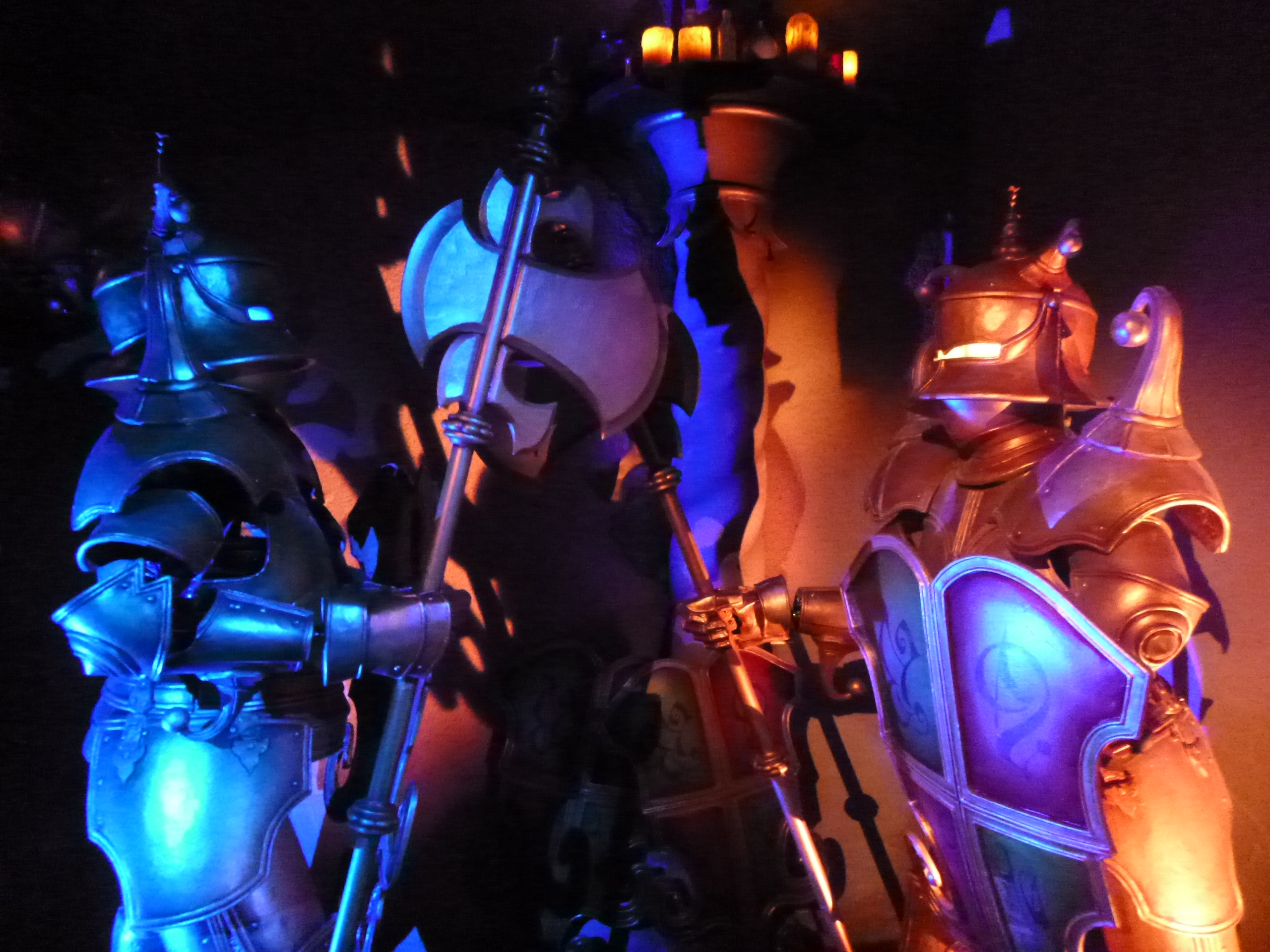
Symbolica
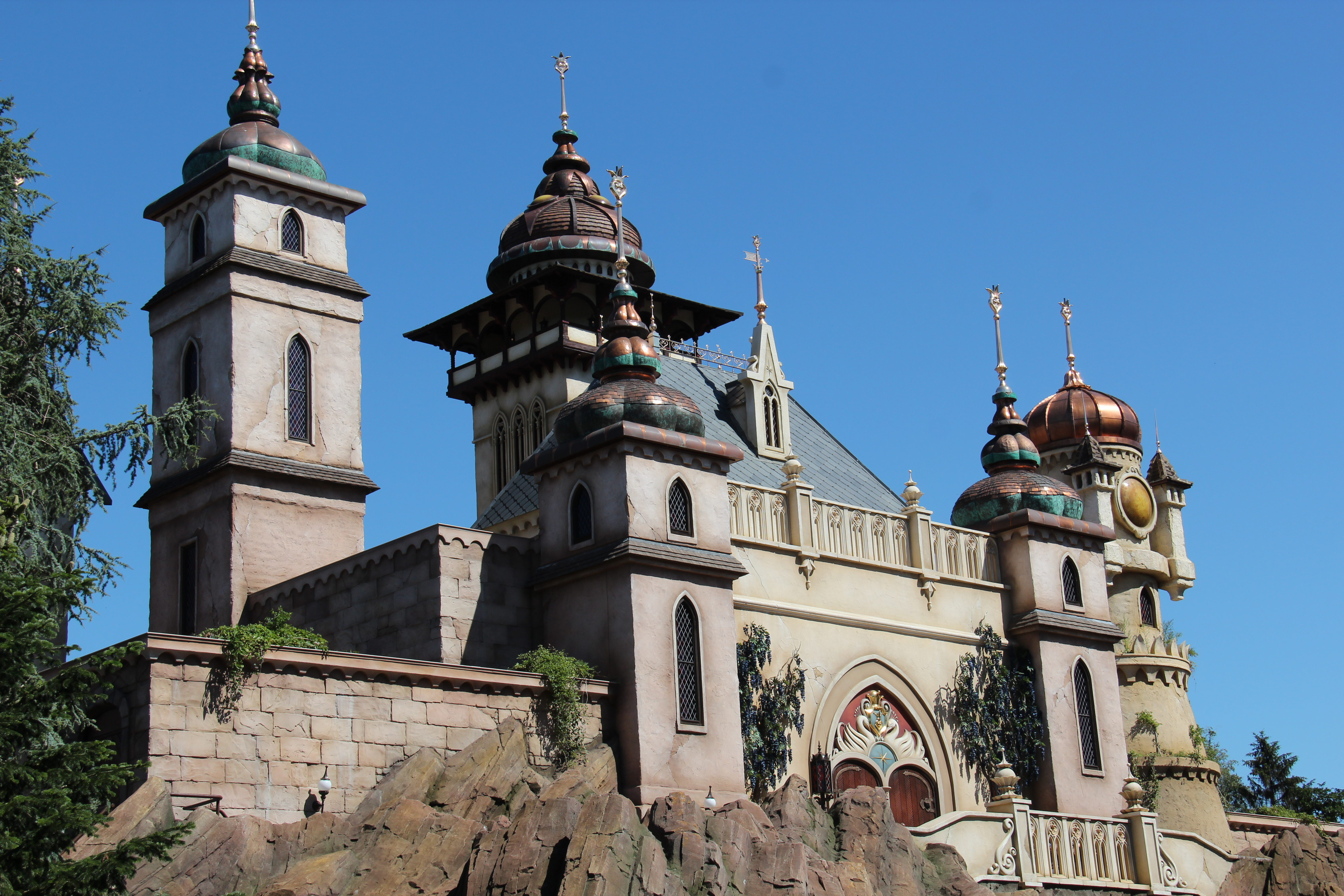
Symbolica

## Années 2020
- Max & Moritz (2020 – Le Royaume de l’étrange) : une attraction familiale de type montagnes russes E-Powered à double voie.